# NO GAME NO LIFE 遊戲人生
《NO GAME NO LIFE 遊戲人生》（日語：ノーゲーム・ノーライフ，簡稱，簡稱）是由日裔巴西作家榎宫祐創作的輕小說。此系列於KADOKAWA的MF文庫J出版，繁體中文版由東立出版社代理發售。
此作改編漫畫自2013年1月27日於青年漫畫雜誌《月刊Comic Alive》開始連載，由榎宫祐和其妻柊真白共同創作。其中為2013年7月28日MF文库於其宣传活动「夏之学园祭2013」上宣佈動畫化企劃的五部MF文庫J輕小說之一。這個作品在「這本輕小說真厲害！」2013年度的作品綜合排行中獲得第16名、2014年獲得第10名、2015年獲得第3名，並在新作部門獲得第2名，亦曾經獲得第二屆「店員最愛輕小說大賞」第2名。2015年榮獲SUGOI JAPAN Award輕小說部門第4名。截至2021年8月，系列總發行量（含電子書）已超過600萬冊。
全12集電視動畫系列於2014年4月9日至6月26日在AT-X電視台日本全國播放。2014年9月現代標準漢語配音版在網站PPTV上進行播放。在「2016年MF文庫J夏季學園祭」宣布製作劇場版動畫。
2021年10月1日中午時分，時隔三年（作者途中因病延稿），遊戲人生官方推特上發布第11集的封面，並預告發售日期（該年11月25日）。

## 故事簡介
空與白這兩兄妹既是尼特族又是家裡蹲，但是在網路上卻是被奉為都市傳說的天才遊戲玩家。
稱現實世界為「垃圾遊戲」的兩人，某一天被自稱是「神」的少年——「特圖」召喚至棋盤上的世界「迪司博德」，那是個戰爭為神所禁止，「遊戲決定一切」的世界，甚至連國界也一樣。
「人類種」被這世界的其他種族逼至絕境，只剩下最後都市——「艾爾奇亞」。空與白利用才智以及策略，在通過遊戲取得艾爾奇亞國王的地位後，僅用短短幾個月就成功將艾爾奇亞從生死邊緣轉為世界第二大國。空與白的目標是通過和平手段與其他十五個種族達成聯盟，最後取得向唯一神「特圖」挑戰的權利。
| “ | 來吧，遊戲開始了。 | ” |

## 登場角色

### 『　　』（空白）
『　　』（空白），是出現在網路上的遊戲帳號，在超過二百八十種網路遊戲締造了無法打破的紀錄，因實力太強而被當成都市傳說。實際上是由空和白二人共用的帳號，只有二人合作時才是真正的「空白」。至今唯有「現實人生遊戲」及「現實戀愛遊戲」為空白尚未破關，甚至連規則都無法知曉的遊戲。
在現實世界裡，兩兄妹是足不出戶的尼特族和家裡蹲，父母雙亡後一直相依為命。當兩人相距一定距離或獨自一人時，他們皆會變得無法接觸他人，並且分別出現嚴重的社會適應不良症和對人恐懼症。
被「唯一神」特圖發來的郵件誘引，與其進行線上西洋棋的對弈並取得勝利後，被召喚至異世界。
來到異世界「迪司博德」後，正巧遇上艾爾奇亞的國王選拔戰。與克拉米·傑爾進行特殊規則的西洋棋對弈取勝後，成為艾爾奇亞第二〇五代國王和女王，以及人類種的全權代理者。
之後挑戰實體化文字接龍遊戲勝出，成功收服天翼種吉普莉爾，並奪回國立圖書館的使用權。
得知「十條盟約」後隨即判斷出盟約的真義，為了得到挑戰唯一神的挑戰權而行動，以打敗特圖為最終目標。
為了解決艾爾奇亞的糧食問題，賭上全權代理的「種族棋」挑戰獸人種，以奪回先王丟失的國土。出戰前以改裝黑白棋迎戰企圖阻攔的克拉米和菲爾·尼爾巴連，結果取勝並成功拉攏她們加盟。在電子遊戲中打敗獸人種後，以兩族互利共存為目標與獸人種結盟，成立「艾爾奇亞聯邦」。
為了避免十六種族中任何一族滅亡，接受委託參與海棲種女王萊拉的戀愛遊戲，在拆穿海棲種與吸血種的企圖後以「存檔」為由中斷遊戲。之後為了通關向天翼種求助，在吉普莉爾設計的「言靈」遊戲中戰勝天翼種，使天翼種以協助名義加入聯邦；最終成功通關戀愛遊戲喚醒萊拉，並一併將海棲種與吸血種納入聯邦。
挑戰附身「巫女」的神靈種（帆樓）設下的「雙六」遊戲，本著「一定全员都会背叛」的信念，成功「不犧牲一人」勝出遊戲，同時將計就計破壞了布拉拇和菲爾的圖謀，最後把帆樓也納入盟友之中。
在艾爾奇亞王城舉行帆樓演唱會，同時以改裝西洋棋迎戰前來求愛的機凱種；得勝後成功使機凱種放開對「意志者」（里克·多拉）的懷抱並重新開始繁衍，同時得到他們會協助人類種「再次改變世界」的承諾。
空（聲：松岡禎丞、謝添天（台））
十八歲，生日為8月13日，白的哥哥。
處男、沒有工作、有對人恐懼症。自小因成績不佳被老師、父母和同學討厭；自覺愚笨而刻意奉迎別人，卻因為能洞察他人內心而更受排擠。
十歲時初見三歲的白，被指出沒有自我而對她另眼相看，並以遊戲加深彼此的認識和信賴。認為所有人類包括自己皆屬無能，但因為白而相信人類的「可能性」。
因玩遊戲而懂得六國語言。擅長談判、閱讀表情和動搖對方等「不確定因素」，以及高明的作弊手段，故擅於預測遊戲走向並看破他人作弊，在『　　』中負責策劃。
認為自己在原世界中只是「人偶」般的存在；在異世界中被稱為「欺詐師」，但始終無法自我欺騙；本人則一直以「玩家」的態度生活在異世界中。
被召喚至異世界時，亦將平板電腦及手機等電子產品帶到異世界，其中平板電腦內藏超過四萬冊專業書籍，以及維基百科所有資料，可謂包含當代全部資訊。亦以此引誘吉普莉爾賭上圖書館使用權進行文字接龍遊戲。
雖然現實世界的戀愛遊戲為空白尚未破關的遊戲，但空對於戀愛模擬遊戲有著一番心得。
根據十條盟約的第十條「大家一起和平地玩遊戲」，策劃了「不犧牲一人」的異世界攻略方案，成立艾爾奇亞聯邦，打算率領十六種族挑戰唯一神特圖。
第一個攻略目標為東部聯合的島國獸人種。起初受艾爾奇亞先王與獸人種約定所限，連長年住在圖書館的吉普莉爾也無法取得關於遊戲的任何情報。最後從史蒂芬妮·多拉處得到先王遺下的王宮密室鑰匙，因此尋得先王留給後王的手札，推理出獸人種致勝的秘密遊戲為何。
在迎戰前來阻止挑戰獸人種的克拉米與菲爾時，故意在改裝黑白棋對戰中失利，使克拉米透過空的記憶得知空白背後並無其他種族支持；最終靠著對白的信任反敗為勝，並歸還克拉米的記憶，因而使對方了解己方意圖並願意支援。與獸人種進行遊戲勝出後，設計與「巫女」擲毫打成平手，誘使對方同意兩族互利下結盟的雙贏方案。
與天翼種及海棲種進行遊戲獲勝，並破除吸血種布拉姆的陷阱之後，希望了解什麼是「愛」，以汗水為代價要求布拉姆對自己使用戀愛魔法，而愛上的對象設定為白。但空發現自己對白的感覺在魔法施展後沒有變化，最終未發現其意義。
在挑戰帆樓的「雙六」遊戲中，經由白的統計分析判斷為標準的蘿莉控，但在旅館浴室面對成年體的白引誘卻設法逃避。
《這本輕小說真厲害！》男性角色排名2015年獲得第六名。
《這本輕小說真厲害！》男性角色排名2016年獲得第六名。
《這本輕小說真厲害！》男性角色排名2017年獲得第七名。
白（聲：茅野愛衣、醋醋（台））
十一歲，生日為12月12日，空的妹妹，特徵是雪白的頭髮和紅色的眼睛。
拒絕上學、沒有朋友、有溝通障礙。是記憶、語言及數理能力超乎常人的天才少女，不被常人理解而受孤立。懂得十八國的古文，三歲時便能運用多種語言。能在短時間內學會一種語言，此舉被史蒂芬妮稱為「解讀」而非「學習」語言。
在遊戲方面擅長以數學為主的計算類遊戲，達到預知遊戲結果的程度，在純粹計算而不受自由意志影響的遊戲方面無出其右。同時擅長西洋棋等兩人零和有限確定完全情報遊戲及第一人稱射擊遊戲，曾對戰及大勝世界西洋棋大師的程式，並在先後手交替下取得二十連勝。在『　　』中負責實行。
一歲的時候就會說話，令聽到那句話的母親十分恐懼。在「白色牆壁的建築物」度過了兩年。三歲時遇到當時十歲的空並進行了二十場遊戲對戰。最初白取得壓倒性勝利，但逐漸被空無法預測的心理戰術擊敗，最終以十比十打成平手。結果使白生平首次感到遊戲之樂，並自覺受重視而從此和空親近。
有兄控傾向，對空有很深的情意，並希望在成年後與他在一起；在異世界中經常以自己未成年為理由，阻止空與其他異性交往。
在空白宣布全面挑戰獸人種後，因為空一度消失而惶恐不已，爾後藉由周遭異常之處抽絲剝繭，進而找到迎戰克拉米的棋盤位置及己方最後三枚棋子，並推測空的下棋方式完成並勝出遊戲，令空得以重現。
在吸血種布拉拇求助時識破他的真正身份，對天翼種得勝後從自己與吉普莉爾的對話中得到靈感，確切了海棲女王戀愛遊戲的攻略條件，成為遊戲通關的關鍵。
在挑戰帆樓的「雙六」遊戲中，曾經獲取了共十六粒骰子而成長至18.533...歲，卻發覺自己是蘿莉體型。經分析判斷空為蘿莉控，決定在旅館浴室引誘他，卻被他避開；最後因為吉普莉爾和初瀨伊野的出現而失敗。
《這本輕小說真厲害！》女性角色排名2015年獲得第十名。
《這本輕小說真厲害！》女性角色排名2016年獲得第七名。

### 人類種

#### 原王族
史蒂芬妮·多拉（聲：日笠陽子、馮駿驊（台））
十八歲。艾爾奇亞開國之君克洛妮·多拉的後代，先王的孫女，爵位為公爵。通稱「史蒂芙」（ステフ），初瀨伊綱則習慣合併其爵位稱她為「史蒂公」。個性溫和天然，曾被空白視為笨蛋；實際上在學成績優異，朋友眾多，更有極強的政治能力，了解王國的政治情勢並能靈活操作，連空白亦自嘆不如。
身為王裔而希望能為國盡心力。先王過世後，在以遊戲賭注為一切的異世界常處下風。參加「遴選下任國王」的循環賽制賭博大會敗於克拉米；在旅館與空猜拳又輸了，更被要求愛上空。在空白登基後被迫獨力處理國政，不時要應付二人的無理要求。
常向登基後的空白發起挑戰，雖始終沒能取勝，但過程中努力研究遊戲技巧和作弊手法，故後來實力遠勝其他人類種，並獲空白肯定。為了阻止原本持有地權的貴族搶走從東部聯合奪回的土地，以遊戲悉數打敗前來向她索取好處的貴族，並由初瀨伊野消除記憶。
在空白與克拉米比賽之前，有次發現「愛上空」的盟約幻覺沒出現，之後對空有著不一樣的感情，不過本人一直認為是盟約所致。然而卻被吉普莉爾看出盟約並沒要求她「持續愛著」空；之後亦被伊綱指出她在說謊。
保管著先王留下的國王寢室密室鑰匙，當中的手扎成為了解獸人族遊戲的關鍵。在人類種對獸人種的領土戰中，藉由白的精密計算及部署，使自己成為打倒伊綱的最後關鍵，但本人表示非常不樂意再次這樣做。
在布拉姆向空等人求助，要求他們參加海棲種「女王的遊戲」時感到不妥；其後空以賽馬為例解釋其矛盾感。之後幫助空白在先王密室中找到關於海棲種女王的筆記，協助他們於「女王的遊戲」破關。
在空等人挑戰帆樓的「雙六」遊戲中，答應製造自己的複製體進行遊戲。在空白進行遊戲時，本尊則帶著萊拉及空白的書信，前往東部聯合牽制布拉拇及菲爾。之後協助空白向愛爾文·加爾得告發菲爾的叛國行為，粉碎各人的圖謀。
先王（聲：福島潤、倪康（台））
斯蒂芬妮的祖父。生前曾八次與獸人種進行遊戲，但全部敗北，被國民戲稱「愚王」。
死後按其遺言舉行了「遴選下任國王」的賭博比賽，目的是讓「人類最強的賭徒」登基。
於城堡內的國王寢室中建了隱秘的書齋，並在裡面留下悲願，希望生前的掙扎能成為下任國王助力，並把密室鑰匙託付給史蒂芬妮。
是唯一不受獸人種約束而必須消除記憶的挑戰者，通过以人類種无力开发的领土挑战獸人種，从而获得所有遊戲內容並撰寫於手札上留在密室中。此外還調查了其他種族的故事和傳說，希望這些資料可以為復興之王所用。
於海棲種的調查紀錄中寫道：「女王擁有了所有東西，但她仍不滿足，她妄想得到世上所有東西」，亦即那不可能的東西——「得不到的愛」。
於BD特典副音軌中透露本名為「誠·多拉」（マコト·ドーラ），掛在國王房間裡的畫像正是他本人的肖像畫。自言為空最痛恨的「貨真價實的詐欺師」，並自言：「一個連自己都能欺騙的人，又有誰願意和這樣的人成為夥伴？」因而認為王國只能託付給「最強的賭徒」。為貫徹「愚王」的角色，其表情、聲音、舉止、感情甚至生理反應都憑自我欺騙和演技磨練出來，不但輕易欺騙和耍弄空，且自認如空所言可瞞過擅長判讀心理的獸人種。最後因為煽動史蒂芬妮奪走空的童貞，激怒白而被淨化成佛。

#### 其他
克拉米·傑爾（聲：井口裕香、楊鷗（台））
十八歲，身高158cm，貧乳，三圍74・52・77。出生於森精種的愛爾文·加爾得。由於森精種鼓勵奴隸制度，傑爾家自曾祖父一代起便是尼爾巴連家的奴隸，但克拉米與當代家主菲爾·尼爾巴連的關係情同朋友。
參加了按先王遺言舉辦的人類種王位循環賽，並與菲爾訂下契約，企圖借森精種魔法取得確保人類種生存的最小範圍後，與森精種斷絕關係，放弃所有比赛進行鎖國。
在菲爾幫忙作弊下，曾於酒吧中擊敗史蒂芬妮，並一路晉級奪魁；在加冕儀式上被空白宣戰，按盟約得以決定遊戲方式及地點，在公布遊戲前遊說空白退出不果。其後與空白對戰西洋棋，受空的演說影響而落入下風。雖然一度利用森精種魔法強制使攻擊己方的白棋轉成黑色，但被空使計破解並使己方女王變為白色。最後更落入空的陷阱而輸掉比賽。
在空以「種族棋」賭上人類種「在大陸上所有生存的權利」向獸人種宣戰後，向空白等人挑戰黑白棋競賽敗北，使自身人格盡失而僅餘空殼；但在空以勝方身分要求下取回所有記憶，並保留在遊戲中取得的空的記憶。克拉米因了解並驚訝於空的過去而改變心意，決定協助空白一方。
人類種與獸人種的領土戰中，在空的設計下鑽進十條盟約的漏洞，藉著與菲爾連結視野使伊野認為遊戲情報可能洩漏，因而不敢輕易暴露作弊技巧。之后和菲尔回到森精种国家「爱尔文·加尔得」协助空利用游戏瓦解国内势力。
了解空的過去而認為空無法自我欺騙，不斷地學習空的經驗，希望可以打敗空白出一口氣。在空白挑戰帆樓的「雙六」遊戲時，趁「巫女」不在隨菲爾封鎖東部聯合海域，欲脅迫獸人種叛離艾爾奇亞聯邦，卻發現己方落入吸血種布拉拇的陷阱中。最後因為空白設計而擺脫布拉拇的威脅，但圖謀亦被空白破壞，更失去根據地，與菲爾被迫寄居在艾爾奇亞。

#### 大戰時的人物
里克·多拉（聲：松岡禎丞）
大戰時期的人類，十八歲時率領著近二千人的聚落作戰，通嘵地精语、森精语、妖精语、妖魔语及兽人语。
七歲時遇上龍精種與機凱種交戰，「焉龍」亞蘭雷夫發射的「崩哮」因機凱種的「通行管制」而偏離目標，直接毀滅了里克的故鄉，使他失去雙親，之後被克洛妮·多拉（克瓏）收留。十三歲時聚落再次在天翼種和龍精種交戰中被毀，因表現異常冷靜而成為部落領袖。為了讓部落能夠繼續存活，五年內命令一共四十八人為部落而犧牲生命，卻因為始終無法避免犧牲感到內疚。平時隱藏自己的真心，在外忍耐著扮演虛假的自己，只有自己單獨在房間時才發洩自己真實的情緒。
在探查森精種被天翼種（吉普莉爾）摧毀的廢都時遇上休比。向休比曝露出自己的真心：「不希望任何人死」，並被休比告知大戰和「星杯」的關係。十九歲時率領休比和177個「幽靈」計劃結束戰爭，同時向休比求婚，為史上第一次跨種族通婚。
策劃誘導各種族遠離露西亞大陸，讓人類能獲得更大的生存空間；並布置機凱種的「通行管制」引導各族交戰的力量貫穿行星核心，藉此顯現「星杯」。過程中為騙過森精種而吞服死灰並將之塗抹全身，導致一眼失明、左手喪失、皮膚毀壞須終身纏布而且內臟半毀。休比犧牲後成為機凱體認定的「意志者」，並指揮他們繼續行動，最終成功顯現星杯，但自己也被匯聚的精灵回廊力量吞噬，終年二十歲。
自小常獨自與假想的少年對弈但從未獲勝。臨死前進行生平唯一一次祈禱，憑信念活化假想的「遊戲之神」，使最後一位神靈種特圖誕生，獲得星杯成為「唯一神」結束戰爭。大戰後由克瓏代替里克下了預定的棋步，將棋局弄至長將（一方在有其他下法時，連續用同一個或數個棋子在幾個位置循環不斷將軍），形成和局。
因為是「幽靈」，因此不被任何史書所記載。
特圖評價里克與休比比空白還要堅強。但伊綱卻認為正因如此，所以空白絕不會自我欺騙，反而不會犯下里克和休比的同樣錯誤。
克洛妮·多拉（聲：日笠陽子）
聚落居民之一，與里克同齡，七歲時收留了避難而來的里克，一直自視為他姐姐。里克一直只叫她「克瓏」，直到和她訣別時才肯叫她全名及以「姐姐」相稱。
具有很好的理解能力以及知性，能夠修理地精種的望遠鏡，並且只聽一次有關於星杯的機制便理解。對里克完全信任，在察覺休比不是人類時幫忙瞞過部落眾人。
里克為結束戰爭化身「幽靈」展開行動，受他所託領導部落；為里克和休比作媒及證婚，在繼承自祖父的寶石背面刻上三人姓名，加上裝飾掩飾作為信物。
大戰結束後於艾爾奇亞建國領導人類種，是原王族史蒂芙的直系祖先，並被稱頌為「生涯没有人见过她哭泣的模样，充满知性与笑容，引导『大战』终结後的人类种才女，是多拉家的驕傲」。原本為里克夫婦證婚的寶石亦成為多拉家的傳家之寶。
伊旺·傑爾（聲：大川透）
聚落居民之一。與里克及亞雷外出調查地精種的空中戰艦殘骸時，遇上下等的遊蕩妖魔種，之後作為誘餌讓另外二人伺機逃走，最後死亡。
亞雷（聲：興津和幸）
聚落居民之一。與里克和伊旺一起去調查地精種的空中戰艦殘骸。比伊旺還小1輪多。可以完美的說獸人話。
瑪露妲
聚落居民之一，伊旺的妻子。
儂娜·傑爾（聲：井口裕香）
聚落居民之一，伊旺與瑪露妲的女兒。
可能是克拉米·傑爾的祖先。
賽蒙
聚落居民之一。

### 天翼種
吉普莉爾（Jibril，聲：田村由香里、楊夢露（台））
天翼種少女，第二卷出場的人物，六千四百零七歲。是戰神阿爾特休為了託付自己的理想，唯一以不完美狀態創造，屬於規格最高的「编外个体」及「最終個體」。有著彩虹色澤般的長髮，頭上有個幾何圖案的光輪旋轉。視線隱含著彷彿具有質量的殺意。腰部有看起來小得不足以讓身體飄浮在空中的翅膀。身體機能使她得以超高速移動，但大多用空間轉移的方法，能使自己及他人甚至周圍的空氣，一併移到視線範圍內或曾經到過的地方（僅需0.023秒飛越4527.21公里），過程會因空間震盪造成超音波，使五官敏銳的獸人種在未受保護下，耳朵暫時疼痛不已。在大戰時期亦曾顯示出時空轉移的能力。
通曉十六種族全部語言、異世界語與古語等超過七百種語言及知識，使她能在實體化文字接龍遊戲中，以核心展示出森精種最上位封印魔法「久遠第四加護」。
本身有著在大戰時單獨討伐上位種族巨人種、龍精種及幻想種各一隻的驚人之舉。在五度挑戰白龍里轩哥尔特失敗後，在思考如何取勝時飛越森精種領地，遇上飞行妨碍魔法墜落並腫了個包，憤而以「天擊」毀滅森精種首都，並掠去魔導圖書館所有藏書，使所有森精種對她極度反感。在大戰末期的某天閒晃途中發現正在設置通行管制的機凱種休比，因休比求饒而引起興趣並與她交戰，過程中直覺她是需要剷除的「敵人」，全力使出「天擊」毀滅她後耗盡力量，變成小孩模樣，只得回去「阿邦特·赫伊姆」花五年用修復術式進行回復（自然回復需時50年）。
「十條盟約」訂立後曾隻身挑戰獸人種但敗北，亦被消去遊戲本身以及相關科技的所有記憶。
原為阿邦特·赫伊姆十八翼議會中的一員，極力反對消除重複書本的法案，議會亦因四比四的表決結果而陷入膠著；最後因全權代理人阿茲莉爾以最終決定權通過法案，独自离开了阿邦特·赫伊姆。其後與艾爾奇亞的先王進行遊戲獲勝，奪取艾爾奇亞的國立圖書館。
視書如命，對知識有極大的渴求。對空與白來自異世界感到懷疑，但對於空自原本世界帶來的所有知識極感興趣，並以自己及圖書館使用權作為賭注與空白進行實體化文字接龍遊戲。被擊敗後自認已完成阿爾特休死前所託，稱空白為「主人」（Master）成為二人的僕從，因此被十八翼議會除名，不過並沒有失去影響力。
歸屬於空白以後十分尊敬二人，在其調教之下屬性有所覺醒，並開始撰寫記錄二人言論名詞及事蹟的观察日记，稱為「聖經」，期望用它在空白統領十六種族後宣揚教義。曾嘗試在天翼種間宣揚，結果替空白吸收了上百名的天翼種粉絲。
在空白前往奧仙德時，以百分之五的力量劈開大海，使自己可以目視奧仙德首都以便使用空間轉移。此外亦為空白與阿茲莉爾的對戰設計遊戲，希望引導阿茲莉爾明白戰神落敗的「答案」。
在眾人挑戰帆樓而進行「雙六」遊戲時，因為「生命」（上位種族）本身的「灵魂」与「容器」（肉體）沒有明确界限，在不足十粒骰子時亦失去記憶。為了解戰神和天翼種為何輸掉大戰而預先設下「課題」，恢復記憶後以性命為賭注脅迫空白和史蒂芙（複製）進行重現大戰時期的即时战略游戏。最後空白透過轉移至吉普莉爾處成為共同首都，並在時限完結前最後一秒，讓機凱種毀滅整個星球（遊戲版圖），避免首都被攻陷。
阿茲莉爾（Azril，聲：堀江由衣）
天翼種中最初誕生的個體，年齡為二萬六千歲，作為全翼代理而持有天翼種的棋子，但要作為賭注必須得到議會同意。此外在戰神阿爾特休落敗後，體內寄存著幻想种「阿邦特·赫伊姆」的意志，同時全权代理阿邦特·赫伊姆，其頭上的角即代表這一雙重身份。
大戰時負責管理一眾天翼種，為求勝利不择手段。在過去與拉菲尔帶領天翼種挑战神灵种時，不惜將拉菲尔连同敵人神髓一起击穿。另外在使用「天擊」上有著獨到的方法。
在吉普莉爾誕生後，由於知悉主人的用意，對她有著不同的態度，不斷阻止她單獨挑戰上位種族。自稱「吉普莉爾的姐姐」，甚至在議會中企圖將這個主張合法通過，最終被全數否決。雖然在對外的柔軟個性全都是假造的，但對於吉普莉爾的瘋狂執著卻是真實的。
阿爾特休擊出“神擊”之後，為了阻止機凱種前進，將“天移”用於攻擊機凱種，導致“天移”被機凱種解析並學走。
戰神落敗後，不忍天翼種因為失去生存目的而自殺，便假造主人的命令，下令全族尋找落敗的理由。遊戲前誤導吉普莉爾以為自己擁有「全天翼種的自殺命令權」，但遊戲後被空拆穿，於是承認此事為假。
吉普莉爾煽動百名天翼種與空白和布拉姆進行遊戲後，對於她所尋得戰神落敗的「答案」為何感到不耐煩，與體內阿邦特·赫伊姆的意志一同直接詢問空白。被識破為假象之後，空白使用遊戲中獲得、共十四字的片假名，對著阿茲莉爾本尊使出「言靈」「帶著束縛活在這個世上」，使本身力量及體內阿邦特·赫伊姆的意志皆被封印，被迫以人類種的方式活動。
一直困惑於阿爾特休落敗的原因，且無法理解主人在死前對自己的交託，以及創造出吉普莉爾的目的，另外對「知識」及世界的認知與吉普莉爾截然不同，在經過天翼種與空白的遊戲之後才有所領悟。之後以全翼代理的身份召開「十八翼议会」，決議以協助名義加盟艾尔奇亚聯邦。
借出種族棋子，授權吉普莉爾代理天翼種參加挑戰帆樓的「雙六」遊戲。
在機凱種到訪艾爾奇亞王城時，率領吉普莉爾外的所有天翼種及阿邦特·赫伊姆兵臨王城上空，脅迫機凱種回答如何「杀死了最强的『概念』（戰神）」。在被告知戰神死前洞悉自己是敗於「最弱」者人類，並因此感到幸福後，最終打消了復仇的念頭。

#### 大戰時的人物
拉菲尔（Rafil，聲：森奈奈子）
天翼種第四號個體，在第六卷中天翼種迎戰機凱種時被提及名字，在BD特典VOL.3及VOL.5《幕间 Highcard all Raise》前後篇中再次出場。
在吉普莉爾被創造之前，與阿茲莉爾帶領天翼種挑战神灵种，曾一度战胜消灭了神灵，傳說是拉菲尔击穿了神灵的神髓，實際上是阿茲莉爾以拉菲尔为盾，将她连同神髓一起击穿，導致拉菲爾身受连主神加护都无法修复的重创。出場時头顶残缺的光环，只剩单眼单翼。
因傳說的關係加上阿茲莉爾表面上個性的轉變，使得包括吉普莉爾在內的天翼種對她的尊重更勝阿茲莉爾，本人也對阿茲莉爾的轉變感到詫異。
曾猜度戰神阿爾特休賜與吉普莉爾自由意志，單獨挑戰上位種族的用意；亦曾借出龙精种的遗骨，以協助吉普莉爾研究挑戰龍精種的方法。
薩拉基爾（Sarakil）

### 森精種
菲爾·尼爾巴連（Fiel Nirvalen，聲：能登麻美子、翁媛（台））
實際年齡五十二歲，由於身為森精種而以約十五歲人類少女的樣子呈現。有森精種象徵的長耳朵，以及柔軟蓬鬆的金髮和大胸部。能用魔法和克拉米共享視覺。與空一樣滿腹心計，而且遺傳了家族記仇的性格。面對空白卻始終處於下風，一直希望可以打敗他們來復仇。
非常重視克拉米，有溺愛甚至愛戀的程度，曾直言為了保護克拉米可以不惜毀滅整個愛爾文·加爾得。非常討厭吉普莉爾，在空的調和下以某些條件答應原諒吉普莉爾。除了吉普莉爾以外，每個人都可以叫她菲。
出生於在愛爾文·加爾得代代保有上議院席位的建國名門尼爾巴連家，在上任家主去世後成為家族實際上的家主兼上議院代理議員。因出身名門卻依靠刻印术式及辅助魂石才勉強達到二重術者（能同時施行兩項獨立魔法）的水準，被蔑稱為「尼爾巴連之恥」，但實際上是超一流的七重術者。
能編纂、製作將“神靈種的加護”利用的魔法、刻印術式，這也是尼爾巴連家族祖傳的王牌。
提供克拉米和空比賽黑白棋時所用的帶有魔法的棋盤，但菲爾方在遊戲中敗北，並且使自己的控制權落到空手上。
人類種與獸人種的領土戰中，擔任利用精靈迴廊連結克拉米的角色，以魔法監視遊戲進展，從而威嚇獸人種無法輕易作弊。並藉由黑白棋事件，空所得到的記憶竄改權利來修改菲爾在觀看中得到的遊戲情報，藉此對愛爾文·加爾得假送情報。
在空白尋找方法挑戰海棲種「女王的遊戲」的同時，與克拉米交換身分，假裝掉入隆·巴爾提魯主僕設下的圈套，最後藉由六重術的掩護擊敗對方，並以盟約命令他們自行敗露非法走私禁藥的罪行。之後逐步滲透並控制爱尔文·加尔得最大的贸易港提尔诺古州作為根據地。
在空白挑戰帆樓的「雙六」遊戲時，趁「巫女」不在派艦隊封鎖東部聯合海域，欲脅迫獸人種叛離艾爾奇亞聯邦加入己方，反客為主併吞艾爾奇亞，卻發現自己落入吸血種布拉姆的陷阱中，被化身為「靈魂」的布拉姆以魔法和幻術玩弄於股掌之間。最後雖然因為空白的設計而擺脫布拉姆的威脅，但亦輸掉電子遊戲，不僅讓空白奪去了根據地以及對策術式，更被空向森精種告發而使計劃完全破產，與克拉米被迫寄居在艾爾奇亞。
隆·巴爾提魯
愛爾文·加爾得的貴族，三重術者，是向地精種販售以精靈凝縮的違法藥物的幕後主謀。瞧不起菲爾對待人類種的方法，假裝協助菲爾揭露管家弗里茲販售禁藥，實際上試圖以菲爾解放奴隸的證據，威脅菲爾退出上議員競選並擁護他參選、交出所有家產和獻上自己。最後敗在克拉米與菲爾手上，並依照盟約繼續走私禁藥；待事情敗露後，將旗下森精種最大的貿易公司交由菲爾另一位手下敗將管理。
弗里茲
巴爾提魯家的管家，二重術者，對於其主人有無庸置疑的忠誠，負責出面替主人向地精種販售禁藥。並對巨乳有著更加不可思議的迷戀。
對隆與克拉米假扮的菲爾進行以塔羅牌構成的「命運魔法牌」進行作弊的干涉，在途中被菲爾假扮的克拉米找到，並進行三張撲克比大小的簡易勝負遊戲，爾後被克拉米、菲爾一方大獲全勝。弗里茲則是被命令在半個月之後將非法走私的事全數招認。
奧里·愛爾·斐歐魯哈特（Auli-El Violhart）
森精種的全權代理者。愛爾文·加爾得統領府主席。
第一個真正意義上擊敗空白的人(吉普莉爾的大戰重現課題不算的話)，先取得艾爾奇亞複數有同意權的人類同意，之後指揮40萬以上森屬妖精種以「墮落園」困住艾爾奇亞，目標是以此獨佔空白蒐集的其他種族的情報，逼使空白需仰賴佛耶妮可蘭的幫助才能拉成平局。

#### 大戰時的人物
辛克·尼爾巴連（聲：能登麻美子）
菲爾·尼爾巴連的祖先，大戰時期最強的八重術者，以僅僅三年修习完最高学府「白之楼树」所有门类畢業的天才。運用多重术式構築森精种术式编纂的基础，並将其理论体系化。同时还是通过实施森精种最初的「队」编制进行集团编纂，运用及組織大规模魔法的战术家。儘管成為最高位术者「花冠卿」並受到「森神」凯那斯的讚譽及族內的景仰，卻一直漠視一切，但對妮娜·克萊布有著不能理解的重視。
與地精種罗尼·德劳乌尼尔有著不相上下的才能。被罗尼擊敗身受重傷後，為了復仇決意「利用大战的一切将其击败」，並毀滅所有種族以結束大戰。為此假裝失蹤隱居在妮娜家中，在養傷的同時以妮娜的名義改良自己的術式和改革軍隊，並發布自己設計及編撰的五個「灵坏术式」，使森精种成为三大势力第一盟主。
在罗尼率地精種進攻森精種首都時，幾乎以「灵坏术式」中的「终天第三加护」殺死他，卻因首都上空魔法干擾吉普莉爾飛行使她墜下，被她以天擊摧毀首都而中斷。
大戰末期以「妮娜·克萊布」的身分與「幽靈」里克會面並交換關於地精種秘密武器「髓爆」的情報，但直到里克指揮機凱種結束大戰前都無法探知他的真正身分。
生活能力極低，常常因沉迷研究而使自己陷入危險中，與妮娜同居後全靠其照顧；實際上是一名主導型百合，經常對妮娜作出性騷擾行為。
大戰結束後重遇罗尼，卻因為十條盟約生效而無法互相攻擊。最後與妮娜結婚並一同建立愛爾文·加爾得。
妮娜·克萊布
辛克·尼爾巴連的後輩兼愛慕者，傳說中的另一個女性八重術者。
實際上是男性五重術者，专业是「占術」。在辛克戰敗重傷之際收留她，之後成為辛克的替身提交论文從「白之楼树」畢業、為她革新過去的術式及軍隊，因而能以最年輕的身分繼承辛克的「花冠卿」封號，又以自己的名義替辛克提倡及發布「灵坏术式」。
大戰結束後與辛克結婚並一同建立愛爾文·加爾得，建国後像謎一般消失在任何記錄中，連家系也无法確認。反而尼尔巴连家卻一直延續下去。

### 獸人種
初瀨伊綱（聲：澤城美雪、王燕華（台））
八歲，有著深紫色的頭髮與眼睛，以及狐狸耳朵和尾巴。為「血壞個體」。說話的結尾習慣是「…得斯」。外傳女主角。
受祖父初瀨伊野影響，講話會使用錯誤的敬語。現時為東部聯合駐艾爾奇亞的大使，居住於大使館。
喜歡玩電子遊戲。在遊戲中輸給了空白之後真正感受到遊戲的「快樂」，並與空白交心而成為好友。
此外也有著極強的學習能力，依靠獸人語和人类语对照的游戏本，在短時間內學會了之前一竅不通的人類語。
聽過特圖轉述大戰時的故事之後，憑印象從史蒂芬妮胸前的傳家寶石找到里克、休比和克瓏三人的姓名。
在挑戰帆樓的「雙六」遊戲中，因為「不想任何人死」，拒絕帆樓設下的課題「从神灵种所握有的七名灵魂中，选出一名杀害」以獲勝。並認為空因為不會為了獲勝而自我欺騙，縱使沒有里克的「堅強」，也沒有如里克般「失敗」的原因。
初瀨伊野（聲：麥人、徐敏（台））
有著白色的頭髮、狐狸耳朵和尾巴。帶著小眼鏡。九十八歲，為前任東部聯合駐艾爾奇亞大使，現為東部聯合駐艾爾奇亞次使。
在BD特典VOL.04《幕间Solo Play•Co-op Play》與空的對話中透露自己同樣是「血壞個體」。擁有三十幾個妻子。下半身至上主義者。
在獸人種內亂時希望廢止部族歧视以便包養美女，叛離自己部族成為島主並支持「巫女」；發現對方同樣是「血壞個體」後與她遊戲對戰敗北，成為她忠誠的部下。
初瀨伊綱的祖父。相當溺愛伊綱，甚至是空白撫摸伊綱比自己在行而大怒。
屢次戰勝前來挑戰的艾爾奇亞先王並奪得大片土地，但未看穿先王「在有生之年」不會透露遊戲秘密的盟約漏洞。對同樣身為人類種的空亦不信任，經常與空就大小事情抬摃並威嚇空，但始終無法佔到任何實質上的便宜。
在「巫女」將獸人種在大陸上的權力取回之後，受命跟隨空白等人，並被空分配與史蒂芬妮一同處理艾爾奇亞聯邦的國政。
「巫女」（聲：進藤尚美、黃鶯（台））
金色的兩尾狐，身上穿著白、赤、黑三色編織而成，有如巫女服的衣飾。同樣為血壞個體。平時居住在「東部聯合」首都「巫鴈」的巫社——「中央大樓中庭」。
至少有五十八歲，因獸人種特別是「血壞個體」老化很遲緩，所以外貌與二十歲的人類美少女相若。但動作和語調予人較為年長的感覺。
東部聯合的全權代理者，實質上的獸人種女王，名字連獸人種內也無人知曉。
原本是受巫鴈迫害的金色狐部族最後一人，卻將持續內亂數千年、分裂成無數部族的獸人種統合成東部聯合，並在其後半個世紀內，將國家面積提升至世界第三位。但自己亦為此賭上了一切，甚至忘記自己的本名。
在統合並穩定聯邦的過程中，被迫「为了多数而牺牲少数」來達到目的；與空白交手後才重新相信有「不傷害一人」而獲勝的方法，並願意信任和幫助他們。
艾爾奇亞聯邦成立後與空白一同前往奧仙德，利用海底水壓壓制「血壞」特徵，暗中協助空白識破亞蜜菈關於海棲種「女王的遊戲」的謊言。
被空說過身為「巫女」，應該有侍奉的神靈種並能召喚出來。後來證實巫女身上寄宿著神靈種（帆樓）的神髓，這亦是巫女能統一全族的重要原因；與神靈種半世紀的相處亦使自己對她生出友情，並希望她有朝一日可以重新自立。
賭上性命在空白挑戰帆樓的「雙六」遊戲上，成功解除與帆樓的盟約；之後空白亦成功使帆樓肯定自己，為「巫女」了結一件心事。
要江千岁（Chitose Kanae）
栗鼠耳与尾巴的一等事物官。

### 吸血種
布拉姆（Plum Stoker）
於第四卷以少女打扮出現。有著淺藍色略帶粉紅的短髮，戴著一頂綁了小緞帶帽子的嬌小少年。
以「提供奧仙德三成的海底資源，以及締結永久的友好關係」為條件，請求空白等人挑戰海棲種女王萊拉所訂下的「遊戲」，同時表示可以施展讓女王「強制性愛上」的魔法。真正目的為利用海棲種的計劃（利用「沉睡女王遊戲」「把人類種變成餌食」），背叛自己看不起的海棲種來「解放吸血種」，但反被空識破，並被告知對方把自己的背叛都計算在內。
實際上是吸血種最後一位男性兼全權代理者，並以「幻惑魔法」化身少女模樣來掩飾。早已知道女王遊戲的破關條件為假，因此尋求的破關對象必須能夠發掘真實的破關條件。意圖在解除吸血種與海棲種訂下的契約同時，設下「定時炸彈」，使空大意下一併接受「讓吸血種吸血的義務」，從而能啃咬自己同様看不起的人類種國王空，吸取他的血液成長。為此不惜以身犯險幫助空白對天翼族取得勝利，使空白得以喚醒女王。
但真正身份早於第四卷拜訪巫女時被白識破，而空也洞悉遊戲陷阱，因此喚醒女王後，趁布拉姆不在對她說「除了協助我們（空白）的義務外，连同种族棋子全部原封不动還給妳」，結果當布拉姆表明真身後發現自己無法吸血。但空因為布拉姆能一直不說謊卻成功引導計劃進行，給予他高度評價。最後因為吸血種與海棲種的共生關係，在海棲種協助的情況下也必須配合協助空白等人。
在空白等人挑戰帆樓的「雙六」遊戲中，設下有利自己的規則後故意輸掉，提早退場成為「幽靈」，並趁「巫女」不在引誘菲爾和克拉米前往東部聯合，利用森精種的海上封鎖脅迫同樣提早退場的伊野供應吸血用獸人種，並以幽靈之身不斷用魔法和幻術打擊菲爾，企圖迫使菲爾在將來自己戰勝海棲種後獻上森精種血液。但因為空白在「克拉米和菲爾」對戰「伊野和布拉姆」的電子遊戲中，加入了萊拉作為菲爾一方賭注的要求，使布拉姆為了族群存亡無法再作出要脅。
名字的詞源可能是愛爾蘭小說家，德古拉的作者：伯蘭·史杜克(Bram Stoker)。

### 海棲種
萊拉（Laila Lorelei）
海棲種的女王，全權代理者。有著海浪般的藍色長髮。是現今唯一能不榨乾對方就能繁殖的海棲種。
在八百年前、成為女王及全權代理者之前，因追求童話故事中的理想願望而使用「凍眠」能力進入沉睡。除非挑戰者通過萊拉對著盟約所誓下的「遊戲」並賭上自己的一切，否則不會醒來。勝利條件被普遍認為是「利用戀愛攻勢讓女王愛上你」，但在伊野如男子漢般跪倒四十天卻失敗後，被空認定為錯誤的條件。在對天翼種的遊戲完結後，由白作出分析，再以先王在童話內的筆記加以印證，推斷出「讓女王愛上」的真正條件為不受萊拉本人魅惑的「真實的愛」——找到能讓自己愛上，但絕不會愛上自己的人。
實際上是一名抖M，原本設定條件只要在遊戲中踹她一腳便能通關。但最後空白利用吉普莉爾讓萊拉做了一場惡夢，通過了萊拉的魅惑考驗，並以不帶髒字的方式辱罵萊拉使其徹底臣服。之後利用了空的一點因子製造出自己和空的女兒（實際上是萊拉的複製體）。
在眾人挑戰帆樓而進行「雙六」遊戲時借出種族棋子，使空等人可以超額參加遊戲。此外亦隨史蒂芙（真）前往東部聯合，作為牽制布拉姆必須無條件協助伊野戰勝菲爾一方的籌碼。
亞蜜菈（Amira）
海棲種的女王代理。會說人類語。
在空白等人進行喚醒女王萊拉的遊戲前，才向他們解釋需要「向盟約宣誓」賭上一切，並宣稱即使吸血種等人所編纂的「讓女王愛上您」術式失效，亦能原原本本地歸還他們所賭上的一切。
實際上隐蔽了女王醒来的条件，以免種族棋子被奪，同時打算利用遊戲讓人類種輸掉一切，再把他們當成繁衍用的「飼料」，但反被空識破。此外也對萊拉只為追求「得不到的愛」，設下一般人不可能通關的遊戲沉睡八百年導致全族陷入危機，對她極為不滿，因此當空白在女王的夢境中命令吉普莉爾大肆破壞時，反而幸災樂禍。
由於女王是個笨蛋，在女王甦醒後是奧仙德實務上的代表。

### 神靈種
特圖（Tet，聲：釘宮理惠、張昱（台））
傳說在當年大戰中袖手旁觀，結果漁翁得利成為「唯一神」；實際上由里克·多拉想像並描述「遊戲之神」，再在貫穿星球顯現星杯之際祈禱，產生「神髓」而活化出現。是僅僅因里克和休比兩人的信仰而誕生的最後一個，也是最弱的神靈種。得到星杯之力後重建整個星球，同時成為唯一神並訂下「十條盟約」，以終結異世界的戰爭。因自己誕生過程的緣故，對人類種抱有深厚的感情。
因為與空及白對戰線上西洋棋嚐到生平首次落敗，把二人帶去異世界「迪司博德」，希望他們可以為異世界帶來改變。
挑戰遊戲之神的方式為在西洋棋盤上與其對弈，但首要條件為必須集齊十六種族的「棋子」。
平時居住在「迪司博德」異世界盡頭的巨型黑色國王棋子頂端。在等待挑戰者期間，因為閒極無聊，不時會化身為不同種族穿梭於各族聚居地，與各族進行遊戲。
承認過可以用遊戲決定一切，包含唯一神的身分（推測星杯可能可以轉移）。
給十六種族各自的棋子似乎沿用里克的定義（還未完全確定）。
阿爾特休（Artosh，聲：竹內良太）
大戰期間具有最強實力的神，亦稱為「戰神」。神髓的概念為“戰爭”。為天翼種的創造者。
太古時代曾戰勝龍精種之王「終龍」哈提雷武，被告知自己終將一敗，卻一直無法參透「何為最強」。
直到大戰末期都未曾出現能與其並駕齊驅的強者，自身卻因為一閃而逝的敗北感，交付阿茲莉爾萬一敗北亦必須前行；同時理解到完美的存在無法推動前進，唯有不完美的個體才能持續吸收並了解更多，以此理念創造出天翼種的最後個體吉普莉爾。
最強絕招為集結全天翼種所有「天擊」為一束所放出的「神擊」。在決戰中投入了所有兵力對抗機凱種，最後因本身神髓被剝離而死導致敗陣。意識到機凱種背後的指揮是「最弱」者人類，感歎終於遇到擊敗自己的對手含笑而逝。
帆樓（Hollow）
「狐疑之神」，本身沒有名字，創造了機凱種。是在原初世界中第一個擁有「心」的個體。
由於孤單而懷抱著一堆疑問及假設，但沒有能「說話的對象」而製造了五台機械。之後因機械擁有智慧反而提出疑問，使自己對自身的存在成疑，否定自己並貫穿自己的神髓。其後在一個山丘上發現了「巫女」，並意識到自己的神髓沒有「消失」而是「剝離」，使自身進入了假死狀態。
在與「巫女」進行遊戲後，其神髓被束縛在獲勝的「巫女」體內。每當「巫女」覺得「做不到」時就質問她「為什麼」，使她排除萬難，最終統一獸人種，之後成為東部聯合電子遊戲自动盘的動力來源。與「巫女」半世紀的相處產生了感情，在未被告知原委下被「巫女」設計割斷與自己的聯繫，感到被「背叛」及「欺騙」，因而拒絕相信任何人，並就「巫女」對空白的「信任」產生疑問。
面對空等人的挑戰，設下同比例複製異世界的「雙六」遊戲，要玩家賭上種族棋子參加並互相爭奪骰子，使他們互相背叛。在伊綱拒絕「殺害一名靈魂」以走到終點時，對自己的信念開始有所動搖。最後空白讓遊戲中的「背叛者」——史蒂芙的複製體回答「殺害一名靈魂」的提問為「巫女」，到達終點後則說出「将巫女所拥有的『神髓』归还神灵种」，使自己取回神髓，並結束遊戲。
在割斷與「巫女」的聯繫後，仍疑問自身的存在並幾乎消散，之後在空解說下不再否定自己。空白為她取名為「帆樓（ほろう，Hollow）」，神髓則收藏在自己隨身帶著的墨壶中。
被空白迫著在艾爾奇亞王城舉行個人演唱會，憑著希望「巫女」快樂的「思念」唱出心聲而大受好評。在機凱種敗於空白的西洋棋對戰後，遇上即將離開的愛因茲希，得到了自身「存在」以及「心」的解答。
凯那斯（Kainath）
以大自然為概念而誕生並實體化的「森神」，創造了森精種，可以使用一百六十八重術式（森精種最強的術者為八重術者）。
欧肯（Ocain）
「鍛神」，創造了地精種。
祂的火焰「神火爐」能熔解任何物質，也是地精種都市的動力來源。
阿爾拉姆（Alram）
「愛神」，妖精種的創造者。
澤納斯斯（Xenaths）
「月神」，月詠種的創造者。

### 機凱種
休比·多拉（Schwi Dola，聲：茅野愛衣）
外表看起來只有十歲左右的機凱種少女，約211歲。黑髮。機體識別碼是「Üc207號機Pr型4f57t9機」。休比的名字是由里克·多拉把她自己所提出的「休瓦爾扎」（Schwarzer，是德文黑色之意）所改而成。在機凱種之中屬於性能在平均以下的「解析體」。
在機凱種與「焉龍」亞蘭雷夫帶領七隻隨從龍大規模交戰之際，首次發現身處已毀部落、當時七歲的里克，對他以生存為優先的行動有所不解，於是產生名為「驚愕」的錯誤訊號，為了解析机凯种是否有「心」、「自我」和「灵魂」，過度對里克的行為解析而產生大量錯誤訊號，自體判定為會對全體機凱種帶來不良影響，因而被切斷與機凱種的連結，遭到报废。
為了知道「心」為何物，在十八歲的里克探查森精種被毀的廢都時，強行推倒里克並且奪去其初吻，之後與里克一同行動和生活，並告訴他關於大戰開始和結束的關鍵——唯一神的宝座「星杯」的資料。在里克為了結束戰爭而開始行動並向自己求婚時，向里克坦承是本族的「連結體」使用了「通行管制」轉移了部分的龍精種的「崩哮」而毀滅掉里克所在的部落，但里克卻「不在意過去既定的事實，並要以休比所在的世界努力活下去」。
在終結大戰的最後準備階段為了設置能引導「星杯」顯現的「通行管制」中途遭遇吉普莉爾，並請求尤巴·愛因將連結恢復，以求將解析資料傳送至愛因茲希，最後被判定為「雖然異常並且損壞，但其存在為貴重的樣本資料」，准許再次進行連結，而在同步時發現里克所給予的「心」是多麼的沉重（過去同步時間從未超過3秒，但是這次卻超過4分鐘），最後典開機凱種全兵裝對抗吉普莉爾，對著本身連結體創造出了「對未知用戰鬥演算」，並且成功迫使吉普莉爾使出天擊，讓全機凱種獲得資料，並將機凱種術式「禁止進入」壓縮至十二公釐（mm）的保護範圍，成功保護了左手無名指上的結婚戒指。
因為全體機凱種共享了自己對里克的愛，死前被認定為「遺志體」，並由機凱種繼續執行「意志者」里克終結大戰的計劃。
愛因茲希（Einzig，聲：諏訪部順一）
與所有機凱種連結的「指揮体」的男子，愛因茲希此名來自於「全連結指揮體」。為了完成死前被認定為「遺志體」的休比所託，帶著休比留下的戒指接觸認定的「意志者」里克，並擬定出全體機凱種配合里克命令的戰略。
為結束大戰而與戰神阿爾特休交戰，並且成功剝離阿爾特休的神髄。是機凱種的歷史上首個目視確認戰神的機體。
指揮機凱種中的十一機「連結體」製造出「真典·殺星者」，並帶領21個“連結體”進攻戰神、天翼種，與森精種、地精種等族交戰，計劃在機凱種成功消滅阿爾特休之際由里克啟動，將星球貫穿並引導出「星杯」。
「十條盟約」訂立後成為機凱種的全權代理者。直到空白的年代，已经超出了耐用界限五千九百八十二年。
得知空等人在神靈種雙六遊戲中不殺一人戰勝神靈種，率領機凱種指稱空為「意志者」求愛(同性戀)，在機凱種和空白以西洋棋對戰失敗後，終於接受了機凱種因為無法達成「意志者」心願而自我欺騙的事實。離開艾爾奇亞前，向空坦言自己將會被新機體取代，並代表全族承諾協助他，亦為帆樓解答她的「存在」以及「心」的疑問。
依蜜爾愛因（Emir-Eins）
識別編號為「Ec001Bf9ö48a2」，職稱「舊E連結體第一指揮體」。空稱呼為「依蜜爾愛因」。
決戰行動時為了設計、製造“真典·殺星者”，包括依蜜爾在內的4807機負責承受、分析“神擊”、“聯合全火力”，只有包括依蜜爾在內的5機倖存，其他的4802機全數蒸發。
距離運作極限還有六年。
起初與一眾機凱種指空為「意志者」而展開追求，更因為空擅自為她取名而誤解為空對自己有意，自行虛構和空結婚的記憶並拒絕與其他機體共享。在空指出機凱種自我欺騙後，明白空和「意志者」是兩個人，但仍然對他癡戀而留在艾爾奇亞，甚至直接向他告白，招來了白的忌恨。

#### 大戰時的人物
尤巴·愛因（Über-Eins）
休比所屬的“尤巴連結體”的指揮體。
職稱“ü连结体第一指挥体”。
“尤巴連結體”也是參與了焉龍之戰的八個“連結體”之一(當時機凱種全族總共有32個“連結體”)。
麾下“連結體”包含休比在內，總共有437機。
休比申請重新連結同步時拒絕，但後來因為“休比在充滿矛盾的情況卻還能運作”，判斷休比“符合特例”、是“貴重樣本”，同意了休比的申請。
與休比重新同步時，對於休比僅憑“解析體”的性能單機與吉普莉爾交火感到驚愕。
後來也參與了終結大戰的行動，於愛因茲希的命令中被提及名字。
庫貝雷（Quelle）
休比的回憶記錄提及名字，參與過焉龍之戰的3496架機凱種之一，推測是“指揮體”。
後來也參與了終結大戰的行動，於愛因茲希的命令中被提及名字。
歐魯托（Ort）
依蜜爾的紀錄提及，曾率領“舊歐魯托連結體”在“洛園”裡與妖精種交戰但被全滅。

### 幻想種
阿邦特·赫伊姆（Avant Heim）
生於對「浮在空中的陸地」的共同幻想。
戰神阿爾特休的使徒，並且是天翼種國家的所在地，在阿爾特休死後由阿茲莉爾作為全權代理。
和阿茲莉爾能互相交換意志，並能互相取用對方的力量，因此在阿茲莉爾被空封印時也一併受到影響。
由於不願接受阿爾特休被機凱種打敗的事實，會循著神靈種的氣息移動企圖找到消失的阿爾特休，平時是在兩萬公尺上空進行漂浮，基本只能以衛星的方式圍繞著迪司博德移動，在靠近月詠種及其造物神所在的紅色月亮時會上浮，但終究無法離開環繞迪司博德的軌道。
在小說本篇第12冊中展示了其核心房間內人形的樣子，是個看起來像是少年的存在，身體一半以上的部位都被藍白色的結晶覆蓋，頭上有著與阿茲莉爾相似且成對的角，是個單眼有如作夢般迷濛的人型存在。
音札因·內比亞（Insein Nebia）
於外傳中登場，在所有幻想種中，被森精種列為最可怕的存在。
具有多樣的型態，從足以籠罩整片沙漠的大濃霧，到樹葉上的一顆露珠，皆是牠的型態之一。
一般認為，在與其交戰時只要使用大規模魔法將其無差別的凍結或蒸發，即可勉強逃過一劫。
由於只要被其吞沒，無論是有機或無機物，皆會立即枯萎腐朽死亡，因此有「死之霧」的別稱。
在外傳中，被森精種的捕獲術式船搜查並試圖捕獲該「核心」運作的術式。
雲渦
於外傳中登場，被稱為擁有意志之雲的幻想種，既是實質的天災，也是具有意志的天地異變，其本身的存在曖昧不清。
因森精種不完全術式的影響而完全失控，隨後遭到吉普莉爾率領三十名天翼種依循著不完全術式找到其核心並將其破壞。
葛拉鐸·勾盧姆(魔王)
於小說本篇第12冊正式登場，是個參與過大戰，被稱之為突變個體的幻想種，被稱之為「魔王」。
它在一次創造幻想種的失敗嘗試中無意創造了妖魔種，為妖魔種的造物主。
魔王的本體是『塔』與『絕望領域』，其所包含的性質不限於塔內，而且還會以『塔』為中心逐漸向外侵蝕，在機凱種的紀錄中，領域已知的最大範圍為葛拉盧姆大陸全域，以及與其相鄰的兩塊大陸合計約四十七%的面積。
對於要討伐自己的存在，魔王一律稱之為『勇者』，並主動引誘其進入本體中樞，也就是『塔』之中。
自大戰以來無人能真正的消滅魔王，機凱種、天翼種、森精種、地精種、以及兩個相對弱小的神靈種都曾嘗試討伐魔王但全數失敗，直觀而言就是近戰幾乎無效，只能從外部攻擊本體及魔王領域全域(大規模空襲)，但「核」仍然健在，只能使其無力化並讓其至少五十八年陷入無法行動的狀態。
大戰時代，每次甦醒都會創造能力特別強大的妖魔種個體群作為自己的直轄親衛隊，例如「九魔將」「四天王」等等，不過以天翼種而言只是強一點的雜魚。
因為魔王有太多不同於其他幻想種的奇特性質，所以有著『破滅的幻想』、『黑色之夢』、『吞噬希望之猛獸』、『終焉機關』以及『絕望領域』等別稱。
根據森精種諜報的推斷，以及地精種的人口流動與高達上百次的挑戰紀錄，「絕望領域」不受十條盟約影響，仍能生效(因為十條盟約只會制止有惡意的傷害，但無惡意或意外之類的不制止)。
魔王與其他幻想種不同，是『尚未發生的現象』，是『世界滅亡』這個現象形成的存在，行動機制不再於重現現象，而是主動引發現象。
魔王其實是生於“能代理執行醜惡願望的存在”的共同幻想，能使世界滅亡與使人絕望自殺的“絕望領域”為此存在，但“心懷惡願”本身也被人們的道德觀否定，因此魔王是包含“被打倒”這一步驟的幻想種，這可能是“塔”存在的理由。
大戰之後，在12卷空白重返王位的約415年前首次復活，向全世界募集勇者嘗試討伐自己，勝過魔王可以得到魔王擁有的一切，其中地精種因面臨絕望領域的威脅挑戰次數最多，此次復活後七年被當時在位的哈登費爾首領與他的六位妻子組成的勇者團隊打敗或打平，再次陷入沉眠，408年後因月神的力量復活，向“聯邦”募集勇者討伐自己。
在第12冊結束為止仍然有許多的未解之謎，預測會在第13冊加以補充。

### 龍精種
「焉龍」亞蘭雷夫（Aranleif）
於大戰中存在的龍精種，是龍精種三王之一。隨從的龍皆為黑色。
率領七名隨從龍與機凱種進行大規模交戰，在瀕死之際以自己的生命做為代價放出「崩哮」並破壞了機凱種3496體中的1468體，也因為這場戰鬥使休比和里克相遇，使得大戰的結果產生未知的變化。
「終龍」哈提雷武（Hartyleif）
榎宮祐於自身另一部作品《異界幻想世紀∞》所出現的角色（於該作品單行本第一集登場，並於第四集作為第五階層的干涉魔法再度登場），於此處之設定為「龍精種」。在《遊戲人生》BD特典VOL.03《幕间Highcard all Raise前篇》登場。
王者之龍。
冠有「龍精種三王」之一的名號，同時也是遠古時代最強的龍精種。手下並沒有隨從龍。
在距離大戰末期一萬五千年前的神話時代，與最強的神靈種戰神阿爾特休在大地之巔「灼热的王座」決戰，結果戰敗。臨死前對阿爾特休說出「敢于挑战最强」的「弱者」才能证明何為最强，並且預言阿爾特休最終不免一敗，到時才能真正明白「何為最強的戰神」。這亦可能是促使阿爾特休創造吉普莉爾的遠因。
「聪龙」莱金雷弗（Reginleif）
龍精種三王之一。在BD特典VOL.03及VOL.05《幕间Highcard all Raise》前後篇中被提及。
由於「終龍」哈提雷武及「焉龍」亞蘭雷夫先後陣亡，因此極可能是龍精種的全權代理者。
空白剛來到迪斯博德時看到的巨龍。
曾以龍精種的能力看到大戰會永遠持續，但結果沒有如他的預期且結束了(小說11卷1章)。
白龍里轩哥尔特（Liechengerte）
「聪龙」莱金雷弗的从属，在吉普莉爾第六次單獨挑戰下戰敗身死。死前因為吉普莉爾關於「弱者」戰勝「強者」的回答而心滿意足。其頭骨作為戰利品放置於阿邦特·赫伊姆。

### 地精種
罗尼·德劳乌尼尔（Lóni Drauvnir）
大戰時期地精種的天才領軍人物，與森精種辛克·尼爾巴連一樣，實際上操纵战局。有著和辛克不相上下的才能。
領導地精种通过对触媒施加刻印术式使其成为「灵装」及兵器，包括让神靈種的「不活性化神髓」引爆的「髓爆」。因此能够针对森精種的新型理论和战术，以同样的新型兵器和兵法进行对抗。
曾在大戰中擊敗辛克，因而激起她的復仇心要和妮娜·克萊布一起「利用大战的一切将其击败」。在大戰中不斷以對方作為對手互相較量。
在地精種進攻森精種首都一役，受困於辛克的「灵坏术式」「终天第三加护」中，幾乎被辛克殺死，卻因為吉普莉爾使出天擊摧毀森精種首都而逃過一劫。
大戰結束後重遇同為敗將的辛克，卻因為十條盟約生效而無法互相攻擊。
大戰之後做出了超越「髓爆」，踏入神之領域的最高傑作，可以改寫對象概念的靈裝「巨乳神髓」，可將對象在概念上改寫為巨乳。
維格·德勞烏尼爾（Veig Drauvnir）
地精種的現任全權代理者。哈登費爾現任首領。
第二個踏入神之領域的人。
與空白、緹兒等人的靈裝遊戲結束後，隔天馬上做出了“爆乳神髓”，並向緹兒求婚被拒絕，之後做了一艘太空船前往一顆小行星插旗，命名為巨乳之星，為期約三個月的太空旅行結束後在艾爾奇亞降落。
尼依·緹兒威爾古（Nýi Tilvilg）
維格的一位義姐的女兒。84歲。
非常受不了維格老是用劍型「巨乳神髓」把自己變成巨乳。
與天才的維格不同，沒有尋常地精種應有的強大直覺，需要自行研究如何製作靈裝，在垃圾場蒐集被丟棄的刻印術式，以及使用、研究來自其他種族的刻印術式、理論，由於是無毛，連最低限度的體內精靈強化也無法實現，需要透過體外強化才能使用魔法。也因為是無毛，能使用刻有“天移”的靈裝。
按照空白的要求與提示，取出展示用髓爆的不活性化神髓，進行對其施加與羅尼的巨乳神髓一模一樣的改窜刻印的實驗，以及拼裝、製作了需要“1%天擊”刻印才能連接的超大型多段擴張靈裝，並在與維格的靈裝互毆遊戲中獲勝。
由於維格忙著上宇宙，因此作為首領代理出席「聯邦」首腦會議。
雖然討厭哈登費爾，但與地精種們一樣幾乎無條件的討厭森精種。

### 妖精種
佛耶妮可蘭（Foeniculum）
在11卷的直播企劃『不成為情侶就出不去的空間』結束後成為了妖精種的全權代理者，以及頻道訂閱者從87個妖精種增至180萬以上，之後以直播企劃中募集來的50億靈魂施展「剝落園」，將艾爾奇亞從森屬妖精種施展的「墮落園」帶出。
對於跨種族戀愛很感興趣。有抽菸的習慣。

### 妖魔種
謝勒·赫（Schira Ha）
通稱「智將謝勒·赫」。已經有4萬歲了。「九魔將」最後的倖存者。前任“魔王軍統合參謀本部議長”。講話總是會加上邪惡的笑聲。
根據機凱種的記錄，大戰時代，每次爆發戰鬥或者空襲之前就先逃去避難了。
大戰之後，認為要「毀滅世界」就需要強大的國力與活用妖魔種的種族多元性，為此推動各種建設，將魔王領地的文明程度發展得比艾爾奇亞還高。
擁有一個魔王之核的碎片，這個碎片總是被伊綱當成玩具對待。
雖然把“戰線”說得像是魔王麾下一樣，但其實非常了解“戰線”各族的性質。
蓋納烏·伊（Genau Ih）
妖魔種骷髏爵士族的族長。
真實身份疑似是由月詠種少女偽裝成的妖魔種。

## 用語
迪司博德（Disboard）
意指「棋盤上的世界」，是特圖召喚空和白前去的異世界。整個星球正是以棋盤構成，於世界盡頭的地平線矗立著數個巨型黑色西洋棋子。神靈大戰後由特圖訂下的十條盟約決定著世界的走向，唯有集齊十六顆棋子的人才足以挑戰特圖。
♛十條盟約
特圖誕生成為唯一神後，訂定的绝对法則。
以下為十條盟約的內容：
1. 這個世界禁止一切殺傷、戰爭與掠奪。
2. 所有的糾紛一律以遊戲勝負解決。
3. 遊戲需賭上雙方判斷對等的賭注。
4. 在不違反3.的情況下，遊戲內容、賭注皆不限制。
5. 受挑戰方有權決定遊戲的內容。
6. 舉凡〈向盟約宣誓〉（Assent）的打賭絕對要遵守。
7. 集團間的糾紛應指定全權代理人。
8. 遊戲中若有不正當行為，一旦敗露即視同敗北。
9. 以神之名宣佈，以上各條皆為絕對不變的規則。
10. 大家一起和平地玩遊戲吧！！

由於特圖深知即使「戰爭」消失，「紛爭」都會繼續存在，因此把「大家一起和平地玩遊戲吧」列為第十條，成為沒有約束力的一項。但這亦暗示著：必須要不傷害任何人，集合「十六種族」的棋子並率领「十六種族」才能向特圖挑戰，故唯一神的挑戰者不能奪去任何一個種族的棋子。
十六種族（Ixseed）
異世界「迪司博德」中具知性（能夠玩遊戲）的物種。種族對「精靈迴廊」魔法的適性值愈高，排序愈高。
第一至六位稱為「生命」，又叫「上位種族」，拥有意志的能量或概念，本身的「灵魂」与「容器」（肉體）沒有明确界限；而第七位以下的「下位種族」是「生物」，拥有物理的肉体，以通常手段繁殖。兩者之間的靈魂濃度相差甚遠，也因此被稱為「生命」的種族自視為比「生物」種族更高級。
除最高位列的神靈種和最低位列的人類種外，其他種族，包括由「魔王」所創的妖魔種皆源於神靈種。直至現在，仍然沒有跨種族的混血種族出現。
若「種族棋子」成為遊戲賭注並被其他種族贏走，該族將被剝奪身為十六種族的權利，亦即失去「十條盟約」的保護。失去種族棋子的下位種族就可被其他種族攻擊，實際上等同於滅族。但空认为特图是为了让十六种族集结，各自手持「种族棋子」和他进行游戏，所以种族棋子是不可以被夺走的。
| 位列     | 種族     | 種族                 | 國家名稱                      | 種族棋子     |
| 位列     | 中文名稱 | 原文名稱             | 國家名稱                      | 種族棋子     |
| -------- | -------- | -------------------- | ----------------------------- | ------------ |
| 第一位   | 神靈種   | （Old Deus）         | －                            | （白色士兵） |
| 第二位   | 幻想種   | （Phantasma）        | －                            | （白色士兵） |
| 第三位   | 精靈種   | （Elemental）        | －                            | （白色士兵） |
| 第四位   | 龍精種   | （Dragonia）         | －                            | （白色士兵） |
| 第五位   | 巨人種   | （Gigant）           | －                            | （白色士兵） |
| 第六位   | 天翼種   | （Flügel）           | 阿邦特·赫伊姆（，Avant Heim） | （白色皇后） |
| 第七位   | 森精種   | （Elf）              | 愛爾文·加爾得（，Elven Gard） | （白色城堡） |
| 第八位   | 地精種   | （Dwarf）            | 哈登費爾（，Hardenfell）      | （白色主教） |
| 第九位   | 妖精種   | （Fairy）            | 史普拉特利亞（，Spratulia）   | （白色士兵） |
| 第十位   | 機凱種   | （Ex Machina）       | －                            | （白色主教） |
| 第十一位 | 妖魔種   | （Demonia）          | 葛拉鐸·勾盧姆（Garad Golm）   | （白色士兵） |
| 第十二位 | 吸血種   | （Dhampir）          | 奧仙德（，Oceand）            | （白色騎士） |
| 第十三位 | 月詠種   | （Lunamana）         | －                            | （白色城堡） |
| 第十四位 | 獸人種   | （Warbeast）         | 東部聯合（，Eastern Union）   | （白色士兵） |
| 第十五位 | 海棲種   | （Siren）            | 奧仙德（，Oceand）            | （白色騎士） |
| 第十六位 | 人類種   | （Immunity/Imanity） | 艾爾奇亞（，Elkia）           | （白色國王） |

神靈種
十六種族中位階序列第一位，種族棋子為「士兵」。「十條盟約」後再沒有新的神靈種誕生，現任的「唯一神」特圖為「十條盟約」前最後一個誕生的神靈種，而「巫女」體內的「狐疑之神」則是第一個誕生的神，後來由空與白命名為「帆樓（Hollow）」。
在很久很久以前與其眷屬、被創造物們一同展開漫長的戰爭，最終目的是獲得足夠力量使唯一神的象徵「星杯」顯現，然後支配「星杯」，成為唯一能行使創造種族魔法的神。在大戰時期為「殺神兵器」天翼種討伐的主要對象之一。
神靈種是由星球的概念而生，通過願望、祈禱，進而得到「神髓」而誕生的種族。而“神髓”則從星球的精靈迴廊誕生。能透過破壞其他神靈種的「神髓」並把當中產生的力量吸收，從而增強力量。
包括神靈種在內也不知道“神髓”是什麼。神髓如果陷入不活性化，目前已知有兩種用途，一是在大戰時被做成“髓爆”，二是在大戰後被做成“改竄神髓”，例如羅尼與維格的“巨乳神髓”，以及緹兒的“巨乳？神髓”。
在迪司博德同樣是超越性的强者，由於不成群结党，也没有全权代理，因此无法从任何一位神靈種獲得种族棋子。
幻想種
十六種族中位階序列第二位，種族棋子為「士兵」。在爭奪唯一神霸權的戰爭中曾有個體突變成「魔王」，與其同胞怪物們橫行於世上。「魔王」亦是妖魔種的造物主。
在序列上位於高於構成世界交織「精靈迴廊」的精靈種，是由世界生態系獨立出來的「生命」，可以想見是另外一個世界的存在。能使用「壞放融界」。幻想種似乎能發出某種不同於龍精語的萬能語言(大戰重現遊戲中，空讓遊戲裡的阿邦特·赫伊姆以此語發表滅絕宣言)。
透過人們對於發生過、或者今後仍會發生的現象的共同幻想，將該現象視為有意志的存在，並獲得“核”而誕生的種族，並且不斷重現該現象。只要“核”不被破壞，就能在時間經過後自然復活。
經過唯一神特圖的制定，大戰之後已經沒有新個體誕生。
精靈種
十六種族中位階序列第三位，種族棋子為「士兵」。
其根據地位於比艾爾奇亞最東端還要往東的溼地高原——精靈之森，通稱為「不可侵犯領域」或「聖域」的地方，實際上已成為精靈種的領土。
大戰時代，精靈種死亡後留下的殘留物“靈骸”遍布世界各地。
『盟約』之後，凡是有害精靈的運用與魔法，全部都不能使用了。
例如機凱種以前把精靈當成燃料消耗，做為自己的動力，但因為『盟約』的關係，他們不能再消耗精靈——精靈種，所以改變了動力系統。因為同樣的理由，地精種的「髓爆」在大戰後一樣不能使用。
龍精種
十六種族中位階序列第四位，種族棋子為「士兵」。其中王者之龙诞生自神的遗骸，是龙精种最古老的个体。
龙精语是开天辟地力量残余、行星最原始的语言，有著「万能语言」、「创造语言」等无数别称，是大戰時期能命令世間萬物无条件屈服（例如自毀）的王权之语。
有著横跨複數時間的能力。能通过排斥时空來移动，周围的空间通常都存在着时空扭曲的现象，因此敵人用空间转移亦無法追上。而且能以现在为中心，横跨过去未来進行修正，以進行瞬间复原；或者把眾多時間點上的力量反射並集中在现时点，達到无限增幅以获得无限力量。因此能拥有永恒的生命，足以匹敌神灵。
部分森精種的學者認為，龍精種是凌駕神靈種的存在。
能藉著犧牲自己的生命放出具強大破壞力的絕招「龍嘯」。
在大戰時期為「殺神兵器」天翼種討伐的主要對象之一。
巨人種
十六種族中位階序列第五位，種族棋子為「士兵」。在大戰時期為天翼種討伐的主要對象之一。
大戰時期，一個巨人種需要約六個天翼種才能討伐。
天翼種
十六種族中位階序列第六位，種族棋子為最強，但是不會成長的「皇后」。其國家建立於一隻名為「阿邦特·赫伊姆」的幻想種背上，「阿邦特·赫伊姆」一般在兩萬尺高空上漂浮，空氣極為稀薄。
是大戰時由「戰神」阿爾特休所創造（戰神十八羽翼的斷片）的「殺神兵器」，戰鬥能力近乎無限。訂下「十條盟約」後戰鬥能力被限制，擁有等同永恆的生命和高度的魔法適性。種族沒有「全權代理」，由「第一号个体」阿茲莉爾作為「全翼代理」領導「十八翼議會」決定全族大小事務。
「十條盟約」生效前狩獵的是「首級」。大戰結束後「十條盟約」訂立，出於阿兹莉尔禁止天翼種自殺的命令，從失去生存意義轉為竭力尋找阿爾特休落敗原因，六千多年來以各種手段從全世界各種族收集知識（即書本）。數千年後因書籍佔據了都市的大量位置，當時的十八翼議會提出了一個「消除書本重複」為名目的法案「書籍共有法」，議會表決結果是四比四，最後擁有最終決定權的「全翼代理」宣布法案通過。
不擅長亦沒有興趣進行普通遊戲。若天翼種之間發生糾紛，便會以「實體化文字接龍」來分勝負。雙方交互說出句首能接上前一句尾的詞語，一旦「說出已用過的詞語」、「三十秒內答不出來」或「無法繼續」（包括說出世界上沒有的事物）就當作「輸」；透過天翼種設置的「核心」能使文字內容的事物（包括異世界事物）實體化——遊戲現場存在的事物會消失，而不在的則會出現。
森精種
十六種族中位階序列第七位，種族棋子為「城堡」。由神靈種的「森神」凯纳斯創造，領地亦受「森神」親自加護，即使城市被毀，土地也不會變得荒瘠。建築物由活生生的樹木構成。
最擅長使用魔法的種族，掌握眾多魔法種類，並能同時展開多重魔法（多重術式）。特徵為長著長耳朵。雖為民主國家，但鼓勵透過盟約束縛，對位階在下面的種族實行奴隸制。
森精種的額頭上有一塊魂石，大戰時代的地精種經常為此濫捕森精種。
大戰時以地精種作為主要對手，原本定都梅尔里伦。大戰結束前二十五年，在地精種進攻首都時，因上空的天翼種吉普莉爾飛行受阻墜下，一怒之下發出「天擊」而摧毀。即使森精種動員了三千名術者連接精靈回廊，犧牲了精神和性命仍無法完全擋下，被迫遷都梅尔沃尔。亦花了八百年以上的時間以恢復當時失去的魔法體系。
大戰後的國家名為「愛爾文·加爾得」，為世上最大的國家，全盛時期佔據了大陆的三分之一。
「十條盟約」訂立後，曾數度挑戰獸人種，但每戰皆敗；因為遊戲類別及作弊的關係，森精種就算略知如何進行遊戲也不願再進行挑戰。
大戰時期由天才辛克·尼爾巴連編撰出五個「灵坏术式」，能把保护源於凯纳斯「神髓」领域（森林）的力量，用刻印加以诱导、榨取和利用，引发精灵自毀發放力量推動运作。每個「灵坏术式」規模極大，是以神灵种加护運作的超多重術式。
| 術式名稱              | 術式總數 | 原理說明 |
| --------------------- | -------- | --- |
| 「虛空第零加護」 （） | 186      | 幻想種自滅魔法，秘密「虚花计划」的最終目的。把作为独立精灵回廊的幻想种的根幹术式强行改写並使其自毁，释放出数量庞大的精灵，並在术式的作用下发生「连锁性的崩溃」而被放出外界。能在有效範圍內毀滅一切，理論上搜集足夠數量的幻想種進行量產，就足以毀滅整個星球及一切生命。                               |
| 「一动第一加护」 （） | 86       | 又名「荆棘」，與「非擬似空间转移魔法」成對運用，從其他空間轉移物體。 |
| 「不动第二加护」 （） | 99       | 又名「穹窿」，能引起大范围魔法爆炸，瞬间榨乾並耗盡地表的精灵；同時能夺取所有魔法和术式中的精灵，使其机能不全化。 |
| 「终天第三加护」 （） | 137      | 以睡莲的「花蕾」形態施展，在一百三十七层花瓣上填满刻印术式，在封印敵人同時促使封印在闭合「花蕾」中的所有精灵（包括填满「灵装」的地精種精灵）发生崩溃，在施術者觸碰「花蕾」並說出「灭亡」的花語就能消滅對手，亦是森精種用以控制幻想种的術式。                                                         |
| 「久远第四加护」 （） | 67       | 在森精種舊都被吉普莉爾摧毀二十四年後编纂出來。為森精種所編織出的最上位封印魔法，将作用境界面上的精灵封印起来，通过封入时空间多元性精灵产生障壁，原理上属于最强防禦，能抵擋天翼种的「天击」、地精种的「髓爆」，甚至「虚空第零加护」。在空白與吉普莉爾對戰實體化文字接龍時，亦被證實能抵擋氫彈的攻擊。 |

地精種
十六種族中位階序列第八位，種族棋子為「主教」。由神靈種的「鍛神」欧肯所創造。大戰後的國家正名為「統一聯合國」，又稱為「哈登費爾」，為世界第二大國，也是少數創造者仍健在且能共存的種族，擁有發達的機械，但不科學的文明。
必須透過與體外的触媒同步來使用魔法，否則會失控暴衝，但能通过对触媒施加刻印术式使其成为「灵装」以至兵器。
受到造物主的影響，認為不管是金屬還是巨乳，一切都是為了鍛鍊而存在。
體毛是能夠過度增強精靈的“真靈銀”，眼珠是具有灵魂同步性质的“感應鋼”，大戰時被天翼種視為活礦脈，不過這兩種素材只有“神火爐”能加工。
擁有鍛神所給予的「感性」，不用依靠任何科學理論，只需想像和憑感覺就可以創造一切，由此擁有高度的機械文明。 當然，這份強大直覺不是萬能的，例如沒有憑此終結大戰等等。透過種族特性與靈裝，可以用出原本只有森精種能用出的多重複合術式。
與森精種是世仇，大戰時以森精種為主要對手，对於森精種的新型理论和战术，能以同样的新型兵器輕鬆对抗。亦曾使用「髓爆」來殲滅神靈種。
在限制使用魔法的情況下，擁有僅次於獸人種的體能。
妖精種
十六種族中位階序列第九位，種族棋子為「士兵」。「愛神」阿爾拉姆創造的花之種族，喜歡看別人戀愛的種族(觀看戀愛能增幅他們的靈魂)，體型特別小，妖精種自身不談戀愛，依靠花粉繁殖，同時擁有雄蕊與雌蕊，大戰時曾消滅二位數天翼種，以及使用「洛園」全滅437架機凱種，戰績彪悍，被機凱種視為第三種危險種族，大戰後約過半數的妖精種成為森精種的奴隸，對於森精種而言，妖精種就是有通訊機能的花，其根據地為位於空間位相境界的「洛園」。在洛園中能透過消耗靈魂創造任何東西，以及更改洛園的內容。非妖精種無法在洛園中與精靈迴廊建立連結，也就是無法使用魔法。
已知領地是一片廣大的花田，緊鄰“不可侵犯領域”，實為屬於森精種的保護地(十一卷一章由吉普莉爾提及)。
已知國家“史普拉特利亞”屬於佛耶妮可蘭等人組成，原本是自治領地，後來宣布獨立建國並加入“聯邦”陣營(十二卷 前奏曲提及)。
能使用「堕落园」，由約40萬個妖精種發動能把艾爾奇亞困入亞空間。
種族遊戲：「改造空間遊戲」(參見十一卷三章)
機凱種
十六種族中位階序列第十位，種族棋子為「主教」。由太古時代的首個神靈種「狐疑之神」（帆樓）創造，但機凱種自身並不記得。是機械製成的種族，連生物都算不上。
動力來自於類似精靈迴廊循環神經的擬態神經，必須將它暴露在外吸收精靈來產生動力；精靈被吸收後會將魔力完全耗盡，並以其餘下的「靈骸」作為破壞性的攻擊手段，成為機凱種的武器能量來源。
被確認的分類有「觀測體」、「解析體」、「設計體」、「戰鬥體」、「指揮體」，以及休比（解析體）成功解析「心」並被指揮體所承認的「遺志體」。此外身為人類的里克因為「遺志體」所託付的意志，成為機凱種為終結大戰所服從的對象「意志者」。在遊戲敗給空白之後，認定空為「继承者」。
以被稱作「連結體」的機型連結並行動。換言之個體的發現等於種族的發現，與其中一個個體進入敵對狀態的話，就等於與整個機凱種敵對。
只要不与之敌对，似乎就不会遭受攻击。在受到攻擊時藉由所有個體間的連結做到「模仿」、「解析」、「複製」等動作，能在一秒內完成分析並複製出敵人攻擊用的武裝（「偽典」）進行還擊，所以理論上具有無限潛力，小至汽車強至神擊都能典開出來，在大戰期間與天翼種被視為兩大最危險種族。在空白的年代也曾施展出「空间改写」、「重構外表」、用作隱身的「光學迷彩」，以及能判斷對方是否說謊的「解析生物反应」。
儘管戰勝了戰神和天翼種，但被天翼種的殘存勢力消滅過多個體，僅餘二十八機倖存，種族實際上可謂「潰滅」。
因為共享了休比對「意志者」的愛，拒絕與「意志者」之外的個體繁殖，拒絕「意志者」亡故的現事實，單戀六千年瀕臨滅亡，到六千多年後的空白年代，隨著機體老化僅餘十三機能繼續運作，並指空是「意志者」向他求愛；被空白打敗後終於面對現實，在擺脫内疚之後重新開始繁衍，並承諾幫助「继承者」空「再次改變世界」。
妖魔種
十六種族中位階序列第十一位，種族棋子為「士兵」。幻想種突變體「魔王」所創造的種族，有哥布林、骷髏、史萊姆、半獸人、豬頭人、牛頭人、三腳樹、岩石巨人、鷹身女妖、蛇身女妖、雙頭狼、蜘蛛女妖、嵌合獸、半人馬等多種類型，智商很低但拥有可怕的力量。能使用「始祖主轉生」，目前細節不明。
領土位於葛拉盧姆大陸，全境都是妖魔種的領土。
大戰之後，妖魔種將種族之棋獻給還在沉睡中的魔王。
1. 以“希望”為唯一武器戰鬥，目標是擊敗位於“塔”之100層的魔王之核，“希望”耗盡即為落敗。
2. 勇者團隊以七人組成，其中至少兩人為預備人員，會待在可以自動跟隨團隊的“袋子”里，預備人員可以調換，“袋子”內可以放置行李。營運團隊與魔王無法直接窺探玩家在“袋子”里做什麼。
3. “希望”之武器在遊戲開始後，在位於“塔”的1層的“準備室”領取，在“準備室”不會被妖魔種(工作人員)攻擊。
4. 進行攻擊會消耗MP，被攻擊會消耗HP。
5. “武器”的威力與型態，由玩家的“希望的型態”具現而成，HP、MP計量表上限的多寡，均為玩家的“希望”可視化的結果，例如HP越多代表抗壓性越強，MP越多代表攻擊性越強。計量表會顯示在玩家的頭頂上與左手腕，“技能”顯示在左手腕的計量表下方。
6. 遊戲內沒有衝擊，例如工作人員被獸人種攻擊也不會被打飛。想要衝擊效果需要透過“技能”。
7. 由於“希望”在迪斯博德可視為“精靈”的一種，以說明1.為依據，“魔法”可以使用，由於天翼種與機凱種的存在需要消耗精靈，就算不做任何事情也會自動消耗“希望”。如果發動魔法的MP不足，會自動消耗HP。
8. 一但“希望(HP與MP)”的總量降至過半會直接導致該玩家或工作人員的精神狀態下降，影響實力發揮。
9. “希望”的回覆可以透過幸福感、成就感、性興奮、運動等方式實現。
10. 透過強烈得意識自己的本質可以解鎖“技能”，使用技能會消耗對應的MP量。
11. 透過探索有機會找到“寶箱”，裡面有除了“武器”之外的裝備或者道具，來源是過往攻略“塔”但失敗的“勇者”遺留的“希望”，由於有事前指定受贈者，工作人員如果擅自處理會觸犯“盟約”。
12. 工作人員享有免死保障，會在“希望”見底時被轉移出“塔”，領取職業傷害津貼並獲得公傷病假。
13. 工作人員一天輪四班，周休三日，以秒為單位準時上下班。
14. 由於能擔任“頭目”的妖魔種不易取代，不需要擊敗已經打倒的“頭目”。

吸血種
十六種族中位階序列第十二位，種族棋子為「騎士」。擁有「隱密與幻惑」，一種能對精神和認知產生作用的魔法適性。透過消費靈魂來使用魔法。
特徵為嘴裏有尖牙，背部生有類似蝙蝠翼的小翼。以吸取其他種族的血液或體液攝取「靈魂」，從而延續生命的種族（其中血液「靈魂」濃度最高，其次為精液）；但只有透过啃咬吸血才能將吸取的靈魂與自己的混合，使自己「成長」並增強力量，否則會永遠維持小孩模樣。成長之後的力量會隨著血液靈魂的濃度，以及被吸取的種族屬性而有所不同，如吸取森精種血液會成長為暗殺者，在大戰中也造成不小的威脅。但是無法吸取上位種族（天翼族或以上的「生命」）的血液，否則會因為吸取的血靈魂濃度太高而蒸發。
另一特徵是本身為「特殊疾病」的帶源者，一旦受日光直射就會即時死亡。被咬到的人亦會產生靈魂混合而受感染。
受到十條盟約的第一條所限，未經對方允許，無法以襲擊他人、張口咬人等方式奪取血液。因此向海棲種提出以共生方式結盟，將本族魔法與海棲種血液交換，以確保其他種族為餌食。但被不明所以的海棲種擊敗，被迫訂下莫名其妙的契約，使吸血種男性必須幫助海棲種繁殖，加上無法吸取海棲種之外的血液。現時全種族只剩下一位男性，而且尚未成年。
月詠種
十六種族中位階序列第十三位，種族棋子為「城堡」。由月神在朱紅的月亮上所創造的種族，目前仍與神一同居住於紅月上，由於月球向著迪司博德的一面，在大戰時受戰火波及變成一片死域，故居住於月球背面的都市中。
獸人種
十六種族中位階序列第十四位，種族棋子為「士兵」。國家名為「東部聯合」，首都為巫雁。高度工業化的國家，有遊戲機及升降機等現代設備存在。
大戰末期，受到以里克為首的“幽靈”誘導從露西亞大陸撤離，移居至大陸西方的群島。
大战终结后，因動物體徵不同分裂成不同派阀，持續內亂六千餘年之久。最後由「巫女」統一為東部聯合，並在半世紀之內發展為世上第三大國。
獸耳獸尾的種族，耳朵和尾巴的種類因人而異。雖然無法使用魔法，但有著接近物理界限的身體能力，在限制使用魔法的前提下能與天翼種不相上下。具有超常的五感，能判讀魔法的氣息或人類的感情，以及透過聽心跳聲判斷對方是否說謊，因此曾被誤解成能使用讀心術，但後來被空識破（實際上是由先王的8次戰爭中得知）。
部分個體擁有「血壞」體質，能暫時讓身體能力進一步提升，甚至凌駕物理法則；不過之後体內循环的精灵会不断产生紊乱，加上組織損壞及超越極限，導致劇烈痛楚及疲勞，甚至有生命危險。透過技巧的按摩能引導體內精灵來消除紊乱。
根據伊野的說法，目前東部聯合總共有6個血壞個體。
在遊戲上只會進行防禦戰，被挑戰時會用神秘的遊戲擊敗對手且奪取對方的國土。因「十條盟約」規定遊戲內容由迎戰者決定，而獸人種會要求挑戰敗北者被消除記憶，因此除艾爾奇亞先王之外，包含吉普莉爾以及森精種等都沒有遊戲的相關記憶。在空和白的推理以及對吉普莉爾記憶的探知下，得知獸人種所使用的是「電子遊戲」，也就是不仰賴魔法或肉體，純粹以電腦計算為相關道具的遊戲。由於迎戰一方有權決定遊戲內容，即使在遊戲中動了手腳，沒有這些科技的挑戰者也不會發現不妥之處。因此森精種就算從自己的經歷中推斷出遊戲種類也無從破解作弊；吉普莉爾則連關於遊戲的科技產品都不記得。
《生死格鬥系列番外篇 LOVE OR LOVED2 ～將戀愛的子彈傳達給她～》
人類種與獸人種領土戰所進行的遊戲，進入遊戲之後會將雙方玩家分為兩派，並發給每人一把「茫酥酥鎗」，鎗內裝填愛情能量來發射子彈。場上散布著大量獸人種外型的NPC，玩家目的便是要追尋並射中敵方，以取得對方芳心，先把全數敵方變為己方的愛情奴隸便取勝。此外所有獸人NPC的設定全都是「瘋狂地愛上主角們，並誓死追求」。愛情能量在發射子彈或被NPC觸碰到就會被消耗，耗盡後NPC便不會追踪玩家；而能量可以透過互相被射擊或擊中NPC來補充。被敵方射中時會暫時轉換成對方的「愛情奴隸」為時十五秒。此外所有參加者皆能使用身上的衣物來做為遮擋子彈的工具。
海棲種
十六種族中位階序列第十五位，種族棋子為「騎士」。國家與首都同名為「奧仙德」，定都深海並以廣大的海洋為領土。
被其他人稱為笨蛋至極的種族。只能於水中生存，因此基本上對陸地領土不感興趣。現任女王萊拉擁有「凍眠」能力，並已持續沉睡逾八百年。
外表與人魚無異，體內保有大量的精靈（水精），能吸引所有的精靈，因而擁有吸引一切的魅力。生態極為特殊，第一是因體內保有大量的水精而無法長時間離開海中，第二是種族只有女性，故繁殖方法是需要抓住「異種族的男性」吃掉（進行性行為）。但按吉普莉爾的說法，除了海棲種每代只有一個的特殊個體之外，男性會被榨乾到精盡人亡。
受到「十條盟約」所限，無法抓住或掠奪其他種族的男人。其後吸血種提出不用魔法並以近乎假賽的方式平手的遊戲，向海棲種提示共生關係。但由於不明白吸血種的用意，單方面贏了比賽，還與吸血種訂下莫名其妙的契約。
人類種
十六種族中位階序列第十六位，種族棋子為國際象棋中最弱小，但不可或缺的「國王」。異世界中最弱小的種族。既沒有使用魔法的能力，也沒有獸人種的敏銳知覺和身體性能。
在大戰時期是無名種族，其中一支部落由里克·多拉所領導，其後里克與休比·多拉及177名「幽靈」（記錄上已死之人）在大陸四處活動，同時託付遺志給義姐克洛妮·多拉（克瓏），在戰後建立了艾爾奇亞王國。被特圖稱為「不被任何人所創、不受任何人的期望、不被任何人祈願，只是憑藉自己的意志，以至於得到知性的唯一種族」。在特圖成為唯一神後被賜名為「人類種」（イマニティ），意指「免疫」（Immunity）。
在一切以遊戲決定的「十條盟約」實行後，領土雖曾經遍及大陸一半，但當其他種族熟悉遊戲規則及鑽漏洞方式後，人類種的處境便相當不利，並淪落至僅餘首都的最後一個國家。
在空白從日本來到「迪司博德」後，出現扭轉危機的可能。在空白成為「國王」後花兩個月搜尋知識與資訊，並降服天翼種吉普莉爾；一星期後與東部聯合進行了國土戰並成功取得勝利，收復了過去丟失的領土，使國土面積增加一倍；戰後一星期面見獸人種全權代理，成功將獸人種納入同盟成立「艾爾奇亞聯邦」；緊接著一個月內海棲種、吸血種、天翼種亦加入聯邦成為同盟國，同盟國名為「艾爾奇亞共和公國」。之後亦成功和「狐疑之神」（帆樓）、機凱種、地精種成為盟友。
星杯
唯一神之寶座以及絕對支配權的象徵，形狀為有星形圖案的大十二面體。是神靈種為了把能行使創造種族魔法的「神」限定為一人，設定出來的「概念裝置」。
號稱「全能之力」的容器，擁有它即有著「创造与破坏，过去与未来，甚或观测与确定」的能力。存在於整個宇宙的力量亦只相當於星杯所溢出的一點而已。
星杯顯現有兩種方式，第一種是透過破壞其他神靈種的「神髓」並吸收其中的力量，以獲得足夠的力量顯現星杯。因此，一眾神靈種為了爭奪唯一神的地位，帶領所創造的種族互相殺伐，成為連綿不斷的大戰的起因。
第二種方式是利用星球本身為精靈回廊的源頭（也就是一眾神靈種「神髓」的起源），透過機凱種的「通行管制」導引各陣營大戰的力量貫穿星球核心，破坏精灵回廊源流，釋放出來的力量會超過全神靈種，所有力量收縮就會顯現星杯。這就是里克和休比使星杯顯現的方法，亦因為新的神髓出現使特圖誕生，並奪取星杯重建星球，最終成功結束大戰。
現時的持有者為特圖。
靈針盤
一種類似於指南針、用來探測精靈的器具，由能够感应大型精灵反应的『辉石』，与普通的黑曜石接合而成的道具。在黑灰數量過多時會失靈。
黑灰
正式稱呼為靈骸，顧名思義，是精靈迴廊毀壞的遺骸，對其他生物來說是猛烈的劇毒。小則咳嗽，大則臟器崩潰而死。是「大戰時期」的產物。
出現於劇場版及實體小說第六卷。
露西亞大陸（Lucia Continent）
艾爾奇亞王國所在的大陸，“盟約”之後，人類種的領土曾遍及大陸的一半。
愛莉葉拉大陸
第八卷的大戰重現遊戲里提及的大陸。可能是大戰的決戰之地所在。
瓦拉爾大陸（Valar Continent）
位於露西亞大陸的遙遠西側。
原森精種所屬·提爾諾古州所在地。
葛拉盧姆大陸（Garalm Continent）
妖魔種的領地與“魔王”的所在地。
迪司博德最小的大陸，也是距離南極點最近的大陸。

## 出版書籍

### 輕小說
| 冊數 | 日文副標題 | 中文副標題                               | KADOKAWA       | KADOKAWA               | 東立出版社                    | 東立出版社                                                                                       | 封面人物   |
| 冊數 | 日文副標題 | 中文副標題                               | 發售日期       | ISBN                   | 發售日期                      | ISBN / EAN                                                                                       | 封面人物   |
| ---- | ---------- | ---------------------------------------- | -------------- | ---------------------- | ----------------------------- | ------------------------------------------------------------------------------------------------ | ---------- |
| 1    |            | 聽說遊戲玩家兄妹要征服幻想世界           | 2012年4月25日  | ISBN 978-4-8401-4546-6 | 2013年1月7日                  | ISBN 978-986-324-713-5                                                                           | 白         |
| 2    |            | 遊戲玩家兄妹似乎盯上獸耳娘的國家了       | 2012年9月25日  | ISBN 978-4-8401-4819-1 | 2013年6月24日                 | ISBN 978-986-332-786-8                                                                           | 吉普莉爾   |
| 3    |            | 遊戲玩家兄妹的另一半似乎消失了......？   | 2013年1月25日  | ISBN 978-4-8401-4958-7 | 2013年10月21日                | ISBN 978-986-337-456-5                                                                           | 初瀨伊綱   |
| 4    |            | 遊戲玩家兄妹遭遇現實戀愛遊戲而逃之夭夭了 | 2013年6月25日  | ISBN 978-4-8401-5185-6 | 2014年1月28日                 | ISBN 978-986-348-094-5 EAN 4710945543123                                                         | 布拉姆     |
| 5    |            | 遊戲玩家兄妹似乎討厭繼承破關紀錄         | 2013年11月25日 | ISBN 978-4-04-066080-6 | 2014年4月21日                 | ISBN 978-986-348-715-9                                                                           | 阿茲莉爾   |
| 6    |            | 聽說遊戲玩家夫妻向世界挑战了             | 2014年4月25日  | ISBN 978-4-04-066382-1 | 2014年8月7日                  | ISBN 978-986-365-416-2 EAN 4710945544663                                                         | 特圖       |
| 7    |            | 聽說遊戲玩家兄妹要顛覆定理               | 2015年7月24日  | ISBN 978-4-04-067494-0 | 2015年11月23日 2015年11月16日 | ISBN 978-986-462-271-9 EAN 4710945545707                                                         | 「巫女」   |
| 8    |            | 聽說遊戲玩家們將會接續布局               | 2015年12月25日 | ISBN 978-4-04-067952-5 | 2016年5月5日 2016年4月25日    | ISBN 978-986-324-025-9 EAN 4710945547817                                                         | 帆樓       |
| 9    |            | 聽說遊戲玩家兄妹要休息一回合             | 2016年8月25日  | ISBN 978-4-04-068457-4 | 2017年1月25日                 | ISBN 978-986-482-426-7                                                                           | 依蜜爾愛因 |
| 10   |            | 遊戲玩家兄妹似乎被迫為過去付出代價       | 2018年2月24日  | ISBN 978-4-04-069336-1 | 2018年7月26日 2018年7月19日   | ISBN 978-957-261-396-2 EAN 4710945556161                                                         | 緹兒       |
| 11   |            | 遊戲玩家兄妹似乎必須成為情侶才能離開     | 2021年11月25日 | ISBN 978-4-04-065382-2 | 2022年2月10日                 | ISBN 978-957-268-544-0                                                                           | 佛耶妮可蘭 |
| 12   |            | 遊戲玩家兄妹似乎要挑戰「魔王」了         | 2023年2月25日  | ISBN 978-4-04-682039-6 | 2023年7月31日                 | ISBN 978-626-372-154-8（會場限定版） ISBN 978-626-372-153-1（首刷限定版） ISBN 978-626-372-152-4 | 謝勒‧赫    |

外傳
| 冊數 | 冊數 | 副標題                                    | KADOKAWA       | KADOKAWA               | 東立出版社    | 東立出版社             |
| 冊數 | 冊數 | 副標題                                    | 發售日期       | ISBN                   | 發售日期      | ISBN／EAN              |
| ---- | ---- | ----------------------------------------- | -------------- | ---------------------- | ------------- | ---------------------- |
| 全   | 限定 | プラクティカルウォーゲーム 實用的戰爭遊戲 | 2016年12月23日 | ISBN 978-4-04-068666-0 | 2017年4月17日 | EAN 471-0945-55173-9   |
| 全   | 普通 | プラクティカルウォーゲーム 實用的戰爭遊戲 | 2016年12月23日 | ISBN 978-4-04-068767-4 | 2017年4月17日 | ISBN 978-986-486-107-1 |

### 漫畫
《NO GAME NO LIFE 遊戲人生》（原作：榎宮祐，作畫：柊真白）
| 冊數 | KADOKAWA       | KADOKAWA               | 尖端出版      | 尖端出版               |
| 冊數 | 發售日期       | ISBN                   | 發售日期      | ISBN／EAN              |
| ---- | -------------- | ---------------------- | ------------- | ---------------------- |
| 1    | 2013年11月22日 | ISBN 978-4-04-066114-8 | 2014年4月21日 | EAN 471-770-225-995-2  |
| 2    | 2018年2月23日  | ISBN 978-4-04-069582-2 | 2019年1月9日  | ISBN 978-957-108-471-8 |

《就是遊戲人生！》（原作：榎宮祐）
| 冊數 | KADOKAWA      | KADOKAWA               | 尖端出版       | 尖端出版               |
| 冊數 | 發售日期      | ISBN                   | 發售日期       | ISBN                   |
| ---- | ------------- | ---------------------- | -------------- | ---------------------- |
| 1    | 2016年1月23日 | ISBN 978-4-04-067878-8 | 2016年10月18日 | ISBN 978-957-106-910-4 |
| 2    | 2016年8月23日 | ISBN 978-4-04-068525-0 | 2017年3月14日  | ISBN 978-957-107-204-3 |
| 3    | 2017年4月22日 | ISBN 978-4-04-069165-7 | 2017年8月18日  | ISBN 978-957-107-597-6 |
| 4    | 2018年1月23日 | ISBN 978-4-04-069535-8 | 2019年1月9日   | ISBN 978-957-108-470-1 |

《NO GAME NO LIFE 遊戲人生 第二章 東部聯合篇》（原作：榎宮祐，作畫：內藤隆）
| 冊數 | KADOKAWA       | KADOKAWA               |
| 冊數 | 發售日期       | ISBN                   |
| ---- | -------------- | ---------------------- |
| 1    | 2022年6月22日  | ISBN 978-4-04-681079-3 |
| 2    | 2023年2月21日  | ISBN 978-4-04-682141-6 |
| 3    | 2024年12月23日 | ISBN 978-4-04-682959-7 |

| 冊數 | Yen Press      | Yen Press              |
| 冊數 | 發售日期       | ISBN                   |
| ---- | -------------- | ---------------------- |
| 1    | 2024年6月4日   | ISBN 978-1-97-539407-3 |
| 2    | 2024年10月29日 | ISBN 979-8-85-540075-5 |
| 3    |                |                        |

## 電視動畫
2014年4月9日至6月25日由AT-X電視台首播，以及其他TOKYO MX、KBS京都、BS11等日本電視台開始放送。

### 製作人員
- 原作、角色原案：榎宮祐（MF文庫J『NO GAME NO LIFE』／KADOKAWA Media Factory刊）
- 監督：石塚敦子
- 系列構成：花田十輝
- 角色設計、總作畫監督：大館康二
- 美術監督：岩瀨榮治
- 美術設定：大平司
- 色彩設計：大野春惠
- 攝影監督：藤田賢治
- 3D監督：籔田修平
- 編輯：木村佳史子
- 音響監督：明田川仁
- 音樂：SUPER SWEEP（細江慎治、佐宗綾子、江口孝宏、田中文久）
- 音樂製作：KADOKAWA（Media Factory）
- 音樂製作人：篠原一雄
- 製片人：田中翔、清水朝子、深尾聰志、清水美佳、林洋平
- 動畫製作人：中本健二
- 動畫製作：MADHOUSE
- 製作：NO GAME NO LIFE全權代理委員會

### 主題曲
片頭曲「This game」
作詞：深青結希，作曲：若林充，編曲：eba，主唱：鈴木木乃美
第1話、第12話作為片尾曲使用。
片尾曲（第2話－第11話）
作詞、作曲、編曲：NAZCA，主唱：白（茅野愛衣）
第1話、第12話未使用。
插曲（第11話）
作詞：辻純更，作曲：鈴木一史，編曲：y0c1e，主唱：初瀨伊綱（澤城美雪）
角色曲「=ONESELF」－白
作詞、作曲、編曲：山崎真吾，主唱：白（茅野愛衣）
角色曲「Yes my master my Lord」－吉普莉爾
作詞、作曲：吉田詩織，編曲：楊慶豪，主唱：吉普莉爾（田村由香里）

### 各話列表
| 話數   | 標題     | 劇本     | 分鏡              | 演出                | 作畫監督                 | 首播日期      | 改編原作 |
| ------ | -------- | -------- | ----------------- | ------------------- | ------------------------ | ------------- | -------- |
| 第1話  | 外行人   | 花田十輝 | 石塚敦子          | 石塚敦子            | 大館康二                 | 2014年 4月9日 | 第1卷    |
| 第2話  | 挑戰者   | 花田十輝 | 渡邊琴乃          | 池端隆史            | 小關雅                   | 4月16日       | 第1卷    |
| 第3話  | 熟練者   | 花田十輝 | 細川秀樹          | 細川秀樹            | 日向正樹                 | 4月23日       | 第1卷    |
| 第4話  | 國王     | 花田十輝 | 細川秀樹 渡邊琴乃 | 中村近世            | 阿部千秋 山本徑子        | 4月30日       | 第1卷    |
| 第5話  | 佈局     | 青島崇   | 佐山聖子          | 佐佐木純人 渡邊琴乃 | 市野 永吉隆志            | 5月7日        | 第2卷    |
| 第6話  | 一步     | 下山健人 | 細川秀樹          | 細川秀樹            | 濱田邦彥                 | 5月14日       | 第2卷    |
| 第7話  | 棄子     | 青島崇   | 渡邊琴乃          | 稻葉友紀            | 原田理惠 牙威格          | 5月21日       | 第2卷    |
| 第8話  | 起死回生 | 榎宮祐   | 渡邊琴乃          | 清水明              | 鈴木伸一 山本徑子        | 5月28日       | 第2卷    |
| 第9話  | 解離法   | 花田十輝 | 淺香守生          | 青木弘安            | 日向正樹                 | 6月4日        | 第3卷    |
| 第10話 | 指向法   | 下山健人 | 佐山聖子          | 白石道太            | 市野 永吉隆志 木下由美子 | 6月11日       | 第3卷    |
| 第11話 | 誘導法   | 下山健人 | 籔田修平          | 細川秀樹            | 日向正樹                 | 6月18日       | 第3卷    |
| 第12話 | 收束法   | 花田十輝 | 石塚敦子 渡邊琴乃 | 渡邊琴乃            | 大館康二 濱田邦彥        | 6月25日       | 第3卷    |

### 播放電視台
日本深夜動畫：下文記載的日本国内播放時間使用日本標準時間（UTC+9）表示。因為部分時間标识會採用30小时制，因此請留意这类超过24:00的时间，其實際播放時間為翌日清晨。
| 播放地區 | 播放電視台   | 播放日期               | 播放時間（UTC+9）         | 所屬聯播網 | 備註           |
| -------- | ------------ | ---------------------- | ------------------------- | ---------- | -------------- |
| 日本全國 | AT-X         | 2014年4月9日－6月25日  | 星期三 21時30分－22時00分 | 衛星電視   | 有重播         |
| 東京都   | TOKYO MX     | 2014年4月9日－6月25日  | 星期三 24時30分－25時00分 | 獨立UHF局  |                |
| 兵庫縣   | SUN電視台    | 2014年4月9日－6月25日  | 星期三 24時30分－25時00分 | 獨立UHF局  |                |
| 京都府   | KBS京都      | 2014年4月9日－6月25日  | 星期三 25時00分－25時30分 | 獨立UHF局  |                |
| 愛知縣   | 愛知電視台   | 2014年4月9日－6月25日  | 星期三 27時05分－27時35分 | 東京電視網 |                |
| 日本全國 | BS11         | 2014年4月11日－6月27日 | 星期五 23時30分－24時00分 | 衛星電視   | 「ANIME+」節目 |
| 日本全國 | NICONICO直播 | 2014年4月11日－6月27日 | 星期五 24時30分－25時00分 | 網路電視   |                |
| 日本全國 | NICONICO頻道 | 2014年4月11日－6月27日 | 星期五 25時00分 更新      | 網路電視   |                |
| 日本全國 | NICONICO動畫 | 2014年4月12日－6月28日 | 星期六 24時30分 更新      | 網路電視   |                |
| 日本全國 | 萬代頻道     | 2014年4月18日－        | 星期四 24時00分 更新      | 網路電視   |                |

### 动画引用出處
- 第2话12:42处空说出“异世界的秘密道具”时neta了《哆啦A梦》。13:33处史蒂芙发出了《JOJO的奇妙冒险》中的DIO的叫声。预告部分neta了2010年6月E3游戏大展中，《全能之神 梅塔特隆的升天（英语：El Shaddai: Ascension of the Metatron）》的PV中主人公的一句经典死亡旗標“这样的装备没问题吗”。
- 第3话中裁判长neta《逆转裁判》，2:11处空喊出了《逆转裁判》系列名台词“我有異議”（異議あり），同时响起的背景音樂为系列追求曲的变调。8:16处空说出了《JOJO的奇妙冒险》第四部角色岸边露伴的名台词（但是我拒绝），并且画风也变成JOJO画风。
- 第3话的预告部分neta了FC上的游戏《北野武的挑战状》。
- 第4话12:57处空的台词中明确提到了游戏《文明》。
- 第5话20:09－20:25处再现了小说中对《天空之城》的neta。
- 第6话的预告部分neta了《上古卷轴5》中的“膝盖中了一箭”。
- 第7话中分别出现neta《哆啦A梦》中哆啦美（2:57，史蒂芙；同时附有变调背景音樂）、《新世纪福音战士》中碇源堂（4:57，空）经典姿势、《未来日记》我妻由乃的经典病娇姿势（9:29，吉普莉爾）、《風之谷》的巨神兵（9:31，巨人種）、《绝望先生》中糸色望（10:29，空）。预告部分neta自《文明IV》中的宣战台词。
- 第8话5:27处吉普莉尔neta了《冰菓》千反田爱瑠的“我很好奇”。5:55处neta了《JOJO的奇妙冒险》第五部角色迪亚波罗的替身“King Crimson”（绯红之王）。随后的片段则neta了同为第五部角色的乔可拉特的很好很好连发。12:31处白neta了《名侦探柯南》最后的「Next Conan's Hint」及柯南的经典台词「啊咧咧，好奇怪哦」，随后空neta了动画版第205至230集的片頭曲《戀愛是刺激、震撼、中止》中柯南跳的Para Para，再接下来一段中出现了neta《游戏王》决斗时的场景。预告部分neta了游戏《古堡迷踪》的台词。
- 第11话前几秒的背景图案风格与《女神异闻录4 黄金版》相像。3:11处台词中出现了《女神异闻录》、《命运石之门》、《秋叶原之旅》三款游戏。同时画面相继出现眼部涂码的里中千枝、牧濑红莉栖及卡蒂·莱科宁。

### 映像特典
BD/DVD各卷收錄的原作，由榎宮祐原創的特典文庫，原作迷你OVA。
| 話數 | 日文標題 | 中文標題               | 出現話 | 角色 | 作畫監督 |
| ---- | -------- | ---------------------- | ------ | --- | -------- |
| OVA1 | 《》     | 妄想 《Wild Fancy》    | 第1話  | 空（松岡禎丞）、 白（茅野愛衣）、 史蒂芬妮·多拉（日笠陽子）                                                                                  | 大館康二 |
| OVA2 | 《》     | 導演 《Director》      | 第4話  | 空（松岡禎丞）、 白（茅野愛衣）、 史蒂芬妮·多拉（日笠陽子）                                                                                  | 大館康二 |
| OVA3 | 《》     | 復仇 《Revenge》       | 第6話  | 空（松岡禎丞）、 白（茅野愛衣）、 史蒂芬妮·多拉（日笠陽子）、 吉普莉爾（田村由香里）                                                         | 大館康二 |
| OVA4 | 《》     | 玩偶 《Dress-up Doll》 | 第8話  | 克拉米·傑爾（井口裕香）、 菲爾·尼爾巴連（能登麻美子）                                                                                        | 大館康二 |
| OVA5 | 《》     | 發育 《Growth》        | 第10話 | 空（松岡禎丞）、 白（茅野愛衣）、 史蒂芬妮·多拉（日笠陽子）、 克拉米·傑爾（井口裕香）、 菲爾·尼爾巴連（能登麻美子）、 吉普莉爾（田村由香里） | 大館康二 |
| OVA6 | 《》     | 食欲 《Appetite》      | 第12話 | 空（松岡禎丞）、 白（茅野愛衣）、 史蒂芬妮·多拉（日笠陽子）、 初瀨伊綱（澤城美雪）、 吉普莉爾（田村由香里）                                  | 大館康二 |

### 關聯商品

#### 藍光 / DVD
| 卷  | 發售日         | 收錄           | 規格       | 規格      |
| 卷  | 發售日         | 收錄           | 藍光初回版 | DVD初回版 |
| --- | -------------- | -------------- | ---------- | --------- |
| Ⅰ   | 2014年6月25日  | 第1話－第2話   | MFXN-0025  | MFBN-0019 |
| Ⅱ   | 2014年7月30日  | 第3話－第4話   | MFXN-0026  | MFBN-0020 |
| Ⅲ   | 2014年8月27日  | 第5話－第6話   | MFXN-0027  | MFBN-0021 |
| Ⅳ   | 2014年9月24日  | 第7話－第8話   | MFXN-0028  | MFBN-0022 |
| Ⅴ   | 2014年10月29日 | 第9話－第10話  | MFXN-0029  | MFBN-0023 |
| Ⅵ   | 2014年11月26日 | 第11話－第12話 | MFXN-0030  | MFBN-0024 |
| BOX | 2015年2月24日  | 第1話－第12話  | MFXN-9002  | 不適用    |

#### CD
| 發售日        | 名稱      | 規格編號                                |
| ------------- | --------- | --------------------------------------- |
| 2014年5月21日 | This game | ZMCZ-9306（初回盤） ZMCZ-9307（通常盤） |
| 2014年5月21日 | ZMCZ-9308 |                                         |

## 劇場版
劇場版動畫《NO GAME NO LIFE 遊戲人生 ZERO》依據小說第6卷內容製作，2017年7月15日起在日本全國首映。

## 爭議
在電視動畫第7話播出後，一名署名「一角獸」的網友發現自己創作的魔法陣圖案，在未經授權之下出現在動畫中，於2014年5月22日在個人Twitter上貼文揭發此事。5月28日，製作委員會於官方網頁作出道歉，並保證將於藍光及DVD版本中修正相關部分。
另外，自2014年10月開始，亦有網友開闢包括Twitter在內的網站，不斷以榎宫祐夫婦在小說的插畫與其他漫畫作品作比較，藉此指控作品插畫有抄襲成分。
有歐美讀者在Twitter私信榎宮祐批評作品中沒有有色人種，榎宮祐事後反思自己在創作時以日本為中心，忽略了西方的價值觀。

## 外部連結
- 《NO GAME NO LIFE 遊戲人生》月刊Comic Alive介紹頁 （页面存档备份，存于）（日語）
- NO GAME NO LIFE 遊戲人生的X（前Twitter） （日語）
- 《NO GAME NO LIFE 遊戲人生》電視動畫官網 （页面存档备份，存于）（日語）